# Personaggi di The 100
Questa voce contiene un elenco dei personaggi presenti nella serie televisiva The 100.

## Personaggi principali
- Legenda:      Cast principale;      Ruolo ricorrente;      Guest star;      Non appare.

| Personaggio         | Interprete         | Stagione   | Stagione   | Stagione   | Stagione   | Stagione   | Stagione   | Stagione   |
| Personaggio         | Interprete         | Stagione 1 | Stagione 2 | Stagione 3 | Stagione 4 | Stagione 5 | Stagione 6 | Stagione 7 |
| ------------------- | ------------------ | ---------- | ---------- | ---------- | ---------- | ---------- | ---------- | ---------- |
| Clarke Griffin      | Eliza Taylor       |            |            |            |            |            |            |            |
| Abby Griffin        | Paige Turco        |            |            |            |            |            |            |            |
| Finn Collins        | Thomas McDonell    |            |            |            |            |            |            |            |
| Wells Jaha          | Eli Goree          |            |            |            |            |            |            |            |
| Bellamy Blake       | Bob Morley         |            |            |            |            |            |            |            |
| Octavia Blake       | Marie Avgeropoulos |            |            |            |            |            |            |            |
| Callie Cartwig      | Kelly Hu           | [ 1 ]      |            |            |            |            |            |            |
| Jasper Jordan       | Devon Bostick      |            |            |            |            |            |            |            |
| Monty Green         | Christopher Larkin |            |            |            |            |            |            |            |
| Thelonious Jaha     | Isaiah Washington  |            |            |            |            |            |            |            |
| Marcus Kane         | Henry Ian Cusick   |            |            |            |            |            |            |            |
| Raven Reyes         | Lindsey Morgan     |            |            |            |            |            |            |            |
| Lincoln             | Ricky Whittle      |            |            |            |            |            |            |            |
| John Murphy         | Richard Harmon     |            |            |            |            |            |            |            |
| Roan                | Zach McGowan       |            |            |            |            |            |            |            |
| Echo                | Tasya Teles        |            |            |            |            |            |            |            |
| Jordan Green        | Shannon Kook       |            |            |            |            |            |            |            |
| Russell Lightbourne | JR Bourne          |            |            |            |            |            |            |            |
| Gabriel Santiago    | Chuku Modu         |            |            |            |            |            |            |            |
| Hope Diyoza         | Shelby Flannery    |            |            |            |            |            |            |            |

### Clarke Griffin
Clarke Griffin (stagioni 1-7), interpretata da Eliza Taylor, doppiata da Letizia Scifoni.

Clarke è una ragazza di diciotto anni che, appena atterrata sulla Terra, dimostra una particolare abilità da leader che la porterà ad assumersi la responsabilità di proteggere sé stessa e i suoi compagni, insieme a Bellamy Blake. Proprio con Bellamy -dopo un iniziale approccio conflittuale- instaurerà un profondo rapporto di amicizia e rispetto reciproco, che li avvicina sempre di più fino a farli diventare una squadra. Clarke è una ragazza forte, determinata e altruista, cerca sempre di mettere il bene della sua gente prima del suo, cosa che la porterà anche a prendere decisioni drastiche per le quali sarà tormentata dai sensi di colpa. Prima di atterrare sulla Terra, si trovava rinchiusa nelle prigioni dell'Arca, in isolamento, perché a conoscenza del problema di esaurimento irreversibile dell'ossigeno, che suo padre voleva rendere pubblico. Nella seconda stagione, si trova imprigionata a Mount Weather con alcuni compagni, tra cui Monty e Jasper, da cui riuscirà poi a fuggire. Per salvare i suoi amici, cerca di stringere alleanza con la Comandante dei Terrestri, Lexa, per cui comincia a provare dei sentimenti. La loro relazione si concretizzerà nella terza stagione, finché Lexa non verrà uccisa da Titus che stava per uccidere  Clarke, Lexa morirà fra le braccia di Clarke ringraziandolo per averle ricordato che la vita non è solo sopravvivere. Alla fine della terza stagione, dopo essersi impiantata il chip dei Comandanti e aver preso anche quello di A.L.I.E., riesce a distruggere la I.A. con l'aiuto dello spirito di Lexa che torna per proteggerla e prima che Lexa scompaia per sempre Clarke le confessa di amarla e Lexa si sacrifica dicendo che sarebbe sempre stata con lei, non prima però che  A.L.I.E. le riveli l'imminente arrivo del Praimfaya, apocalisse nucleare che renderà definitivamente inabitabile la Terra. Sempre per proteggere il suo popolo, nella quarta stagione, Clarke si avvicina al Re Roan di Azgeda, che onora la volontà di Lexa di includere la Skaikru nella Coalizione, il tutto mentre Clarke e Bellamy vanno alla ricerca dell'ultima Natblida. Durante la battaglia tra i 13 clan per decidere chi sopravviverà al Praimfaya, Clarke con sua madre e Jaha occuperanno il bunker.Al termine della stagione, si sacrifica per permettere a Raven, Bellamy, Monty, Harper, Echo, Emori e Murphy di viaggiare nello spazio e arrivare all'Arca. Nella quinta stagione si scopre che è sopravvissuta al Praimfaya e ha adottato Madi, una ragazzina Natblida, che proteggerà ad ogni costo, arrivando addirittura ad abbandonare Bellamy a morire nella fossa del bunker. Quando scopre che questi si è salvato, i due si chiariscono e 125 anni dopo aver abbandonato la Terra, ormai inabitabile, i due vengono risvegliati dal crio-sonno da Jordan Green, e guardano insieme il nuovo pianeta che Monty ha trovato per loro. Una volta sul pianeta, Clarke cercherà di convivere pacificamente col popolo di Sanctum, fino a quando il loro capo Russell Prime non la uccide per renderla la nuova ospite di sua figlia Josephine. Dopo che Josephine si è rivelata a Murphy e Bellamy, lotta nella sua mente contro la stessa Josephine per riottenere il controllo del suo corpo, cosa che le riuscirà grazie all'aiuto di Bellamy e Gabriel nel mondo reale. Scampato il pericolo, Clarke decide di continuare a recitare la parte di Josephine con Russell Prime, in modo da svelarne i piani e salvare il suo popolo. Nella settima stagione riesce a rivedere il suo più grande amore:Lexa e dopo aver fallito il test finale , per aver ucciso Cadogan durante l'ascensione , la vede scomparire vivendo felice con i suoi amici sulla terra , che pur di non lasciarla da sola , rinunciano alla vita eterna

### Abby Griffin
Abigail "Abby" Griffin (stagioni 1-7), interpretata da Paige Turco, doppiata da Laura Boccanera.

Abby è la madre di Clarke, dottoressa e donna caparbia e risoluta, prende parte alla decisione di condannare a morte il marito, impedendogli così di rivelare agli abitanti dell'Arca l'esaurirsi inevitabile delle scorte di ossigeno. Per aver nascosto il fatto alla figlia, Clarke sarà poi convinta che sia stato il suo migliore amico Wells a denunciare il padre al consiglio, e scoprirà poi la verità poco prima della morte di quest'ultimo. Da quel momento, Clarke prova un forte risentimento nei confronti della madre, che ancora non riesce del tutto a perdonare. Abby -insieme al vice-cancelliere Kane e al cancellerie Jaha- riesce a salvare la popolazione dell'Arca atterrando sulla Terra, per poi allestire lì un accampamento di fortuna, chiamandolo proprio in memoria del cancelliere che sacrificatosi è rimasto sull'Arca. Successivamente, sarà proprio lei stessa a essere nominata cancelliere. Abby è costantemente preoccupata per sua figlia e nutre un perpetuo senso di colpa per la decisione che ha preso in passato. Inizialmente avrà un rapporto di quasi odio con Kane, che tenterà anche di farla giustiziare, ma col tempo costruiranno un rapporto di fiducia che li porterà a provare forti sentimenti l'uno per l'altra. Nella quinta stagione sviluppa una dipendenza dalle pillole.
Nella sesta stagione sarà costretta ad aiutare Russell nella produzione di sangue nero mediante l’estrazione del midollo osseo da Madi. Per impedire la morte della ragazzina si renderà una sangue nero e inizierà a prelevare midollo osseo da sé stessa. Quando verrà scoperta da Russell, lui cancellerà la sua mente (uccidendola) per renderla la nuova ospite di sua moglie. Il suo corpo sarà eiettato dalla stessa Clarke, consapevole del fatto che sua madre ormai sia morta.

### Finn Collins
Finn Collins (stagioni 1-2), interpretato da Thomas McDonell, doppiato da Daniele Raffaeli.

Finn è un ragazzo semplice e alla mano, arrestato perché accusato di aver sprecato inutilmente una grossa quantità di ossigeno. Sulla Terra appare subito interessato a Clarke, arrivando a provare un forte sentimento che scoprirà essere contraccambiato. Tuttavia quando sulla Terra arriva Raven, la fidanzata di Finn, questo impedisce ai due di intraprendere una concreta relazione. Nella prima stagione Finn appare come un ragazzo pacifico che crede fermamente di poter stringere con i Terrestri dei rapporti diplomatici; quando poi però ucciderà circa 18 di loro nella seconda stagione con l’intento di salvare Clarke, il senso di colpa e un tracollo nervoso lo porteranno a compiere una strage in un villaggio. Dopo ciò viene catturato dai Terrestri e il comandante Lexa accetta una tregua con gli abitanti dell'Arca solo se il ragazzo verrà punito tra torture che lo porteranno alla morte. Clarke allora, tra le lacrime, pugnala Finn per evitargli tutto il dolore che i Terrestri gli avrebbero inflitto e gli dice di amarlo.

### Wells Jaha
Wells Jaha (stagioni 1; 2), interpretato da Eli Goree, doppiato da Simone Crisari.

Wells è l'amico d'infanzia di Clarke e il figlio del cancelliere dell'Arca Thelonius Jaha. A causa di questo legame, è mal visto dai 100. Si nasconde nella navicella per nascondere un crimine commesso prima della partenza e per proteggere Clarke, per la quale prova dei sentimenti e per la quale si addossò la colpa per aver fatto giustiziare il padre di lei quando tradì Abby. Arrivato sulla Terra, si dimostra efficiente e dà un grande aiuto al gruppo per trovare acqua piovana sui terreni e inoltre dimostra di avere ottime conoscenze in campo botanico nella ricerca di erbe medicinali per curare le malattie. Viene ucciso da una bambina di nome Charlotte che lo pugnala al collo per vendicare i suoi genitori giustiziati per ordine del cancelliere. Riappare nei pensieri del padre, quando questi si trova ancora sulla nave spaziale credendolo ancora vivo.

### Bellamy Blake
Bellamy Blake (stagioni 1-7), interpretato da Bob Morley, doppiato da David Chevalier.

Bellamy è un cadetto dell'Arca che mira a diventare una guardia. Per tutta la vita ha cercato di fare il possibile per nascondere sua sorella Octavia, della cui esistenza nessuno sa nulla in quanto avere più di un figlio sull'Arca è illegale. Tuttavia, durante una festa in maschera a cui ha accompagnato Octavia, il suo segreto verrà scoperto e così sua madre giustiziata e sua sorella arrestata. Quando scopre che Octavia farà parte dei Cento, per starle vicino e rimediare al suo errore, accetta di sparare al Cancelliere Jaha per ottenere un posto sulla navicella dei Cento. Inizialmente Bellamy si mostra come un egoista refrattario alle regole, scontrandosi più volte con Clarke che si oppone alla sua leadership anarchica e cinica. Tuttavia col tempo prenderà coscienza delle sue azioni e si arriverà a scoprire quanto in realtà si senta in colpa. Grazie all'aiuto di Clarke verrà perdonato da Jaha e insieme alla ragazza prenderà decisioni -anche drastiche- per proteggere la sua gente. Bellamy è impulsivo, intelligente e temerario, non si tira indietro di fronte al pericolo e cerca di fare il possibile per tenere gli altri al sicuro. Con il passare del tempo mostrerà particolari stima e rispetto nei confronti di Clarke, fino a quando i due non instaureranno un vero e proprio rapporto fatto di fiducia e di affetto. La sua missione è proteggere sua sorella in quanto è stata la prima promessa che ha fatto quando nacque. Avrà una breve relazione con una ragazza di nome Gina nella terza stagione, conclusasi con la morte di quest'ultima per la quale si sentirà molto in colpa e lo porterà a stringere una alleanza anti-terrestre con il nuovo cancelliere Pike. Alla fine Bellamy sarà in grado di riconoscere i suoi errori, nonostante da questo momento in poi il suo rapporto con Octavia andrà incontro ad una rottura, evidente a metà della quinta stagione. Durante la quarta stagione, aiuta Clarke nella ricerca dell'ultima Natblida e salva sua sorella da Echo durante il combattimento dei 13 clan. Sull'isola di A.L.I.E., dopo che Octavia ha deciso di ammettere nel bunker 100 persone per ogni clan, a poche ore dal Praimfaya, salva Echo dal suicidio, partendo poi con lei, Raven e gli altri per l'Arca, grazie al sacrificio di Clarke. Durante i sei anni passati sull'Arca, convinto della morte dell'amica, sprona gli amici, che ormai considera la sua famiglia a non perdere la speranza; nel frattempo, ha iniziato una relazione con Echo. Una volta sulla Terra, il suo rapporto con Octavia si spezza, per via delle violenze e delle azioni disumane di quest'ultima, ed entra in crisi anche quello con Clarke, che poi riuscirà a perdonare. 125 anni dopo, sul pianeta Alfa, tenterà di onorare la memoria dell'amico Monty cercando di convivere pacificamente con gli abitanti di Sanctum, non prima di scoprire della morte di Clarke, che poi salverà, per mano di questi. Nel finale della sesta stagione, si riconcilia con Octavia e rinnova coi suoi amici la promessa di essere una persona migliore.Viene ucciso da Clarke alla fine della settima stagione,per salvare Madi , dato che altrimenti Bellamy avrebbe consegnato ai discepoli e Cadogan il diario di quest'ultima , mettendo in pericolo la sua vita

### Octavia Blake
Octavia Blake (stagioni 1-7), interpretata da Marie Avgeropoulos, doppiata da Gaia Bolognesi.

Octavia è una ragazza di sedici anni, energica e vitale che vede la Terra come luogo dove può finalmente vivere alla luce del sole. Secondogenita illegale, e sorella di Bellamy, ha passato tutta la sua vita vivendo in una stanza, nascondendosi in un'intercapedine sotto al pavimento, e questo la porta inizialmente ad avere un atteggiamento frivolo e sconsiderato quando atterra sulla Terra. Tale atteggiamento cambierà radicalmente quando conoscerà il Terrestre Lincoln, col quale avrà una forte intesa e poi una relazione. Da quel momento Octavia assume un atteggiamento responsabile e maturo, e si avvicina molto alla cultura terrestre fino a rimanere affascinata dalla loro forza e indipendenza. Viene scelta da Indra per essere il suo secondo e da lei allenata come una guerriera Trikru. Da quel momento in poi Octavia si sente sempre meno parte di quella gente che l'ha costretta a nascondersi per sedici anni e per contro si sente sempre più parte del mondo dei terrestri e ciò incrinerà i rapporti tra lei e Lincoln, il quale invece -ripudiato dal suo popolo e accusato di tradimento- vuole dimostrare al popolo del cielo che non tutti i terrestri sono uguali. La morte di Lincoln per mano di Pike, salito al potere anche grazie all'appoggio di Bellamy, innesca in Octavia un cambiamento radicale, rendendola una guerriera fredda, spregiudicata e quasi disumana. L'aver ucciso Pike nel finale della terza stagione, non le dona la tranquillità che aveva desiderato, ma la rende ancor più combattiva e spietata. Durante il combattimento dei 13 clan in rappresentanza della Skaikru, su consiglio di Bellamy, cerca di nascondersi il più possibile per poi affrontare la principale avversaria, Luna, insieme al re Roan, il cui sacrificio le permetta di riuscire nel suo intento. Al termine del combattimento, dichiara di aver combattuto per tutti e 13 i clan, ognuno dei quali merita la salvezza dal Praimfaya. Durante i 6 anni trascorsi nel bunker, ha unificato i clan sotto il nome di Wonkru, "unico clan", a cui tiene moltissimo e che governa in maniera autoritaria. Durante l'Anno Oscuro, Octavia, costretta da Abby a promuovere il cannibalismo per salvare la Wonkru, si trasforma nella spietata Blodreina che, una volta fuori dal bunker, tenterà in ogni modo di prendere la Valle con la forza, uccidendo di fatto parecchi dei suoi. Ha un legame molto importante con suo fratello Bellamy, che spesso tende a essere eccessivamente protettivo nei suoi confronti ma che, con il passare del tempo, mostrerà più fiducia nella donna temeraria che è diventata sua sorella. Nonostante i contrasti a fine della 5ª stagione, Octavia viene ibernata e, dopo 125 anni, atterrà sul pianeta Alfa, dove verrà risucchiata dall'Anomalia, per poi uscirne incolume come mai nessuno prima. A fine stagione, dopo la rappacificazione con Bellamy, aiuta Gabriel a sbloccare l'anomalia e viene pugnalata da una innaturalmente adulta Hope Diyoza, che dimostra di conoscere bene, per poi sparire nel nulla.

### Callie Cartwig
Callie "Cece" Cartwig (stagione 1), interpretata da Kelly Hu, doppiata da Gilberta Crispino.
Cece è la migliore amica di Abby e la responsabile delle comunicazioni sull'Arca. Compare soltanto nel primo episodio della serie.

### Jasper Jordan
Jasper Jordan (stagioni 1-4), interpretato da Devon Bostick, doppiato da Alessio Puccio.

Jasper è un ragazzo allegro e spensierato, sicuramente uno dei più amati della serie. Nella seconda stagione si innamorerà di Maya, una abitante del Mount Weather, che poi morirà quando Clarke, Bellamy e Monty saranno costretti a irradiare l'aria all'interno del monte. Jasper è sconvolto dalla morte della ragazza e l'affronta annegando il suo dolore nell'alcol, odiando i suoi amici per la decisione che hanno preso. In particolare nutre forte risentimento per Clarke e Monty. Col passare del tempo inizia a meditare il suicidio e a isolarsi dai suoi amici. Muore di overdose alla fine della quarta stagione.

### Monty Green
Monty Green (stagioni 1-5; guest star stagione 6), interpretato da Christopher Larkin, doppiato da Davide Perino.

Monty è un ragazzo orientale dolce e altruista, abile con la tecnologia. In molte occasioni grazie alle sue capacità si rivela di aiuto, soprattutto nell'ultima puntata della seconda stagione in cui per salvare la sua gente, sotto decisione di Clarke e Bellamy, inverte la valvola che impedisce alle radiazioni dell'aria esterna di penetrare all'interno del Mount Weather. A causa di ciò, trova la morte anche la fidanzata del suo migliore amico, Jasper, che da quel momento in poi non vorrà più avere nulla a che fare con lui e lo incolperà della morte della ragazza più volte. Inizierà una relazione con Harper e dovrà uccidere la propria madre che era sotto il controllo di A.L.I.E. Nella quinta stagione cercherà di evitare una guerra grazie alle sue alghe. Octavia brucerà la sua piantagione e lui sarà obbligato a marciare insieme ad Harper e il resto della Wonkru. Muore di vecchiaia nello spazio alla fine della quinta stagione, dopo aver creato con Harper una nuova via di salvezza per l'umanità. Riappare nella mente di Clarke nella 6 stagione per aiutarla.

### Thelonious Jaha
Thelonious Jaha (stagioni 1-5), interpretato da Isaiah Washington, doppiato da Massimo Bitossi.

Jaha è il cancelliere dell'Arca che perde il titolo dopo che Bellamy gli spara. Rimane sull'Arca, mentre tutti gli altri passeggeri scendono sulla Terra, e nel tentativo di farlo, ha delle visioni su suo figlio Wells. Successivamente riesce ad arrivare sulla terra grazie a un missile. Parte alla ricerca della Città della Luce che si rivela un'invenzione di A.L.I.E, un'intelligenza artificiale in grado di prendere il controllo delle menti umane. Trova il Bunker che salverà la maggior parte dei clan dal PraimFaya. Muore nella quinta stagione, aiutando Octavia a mantenere la pace all'interno del bunker.

### Marcus Kane
Marcus Kane (stagioni 1-6), interpretato da Henry Ian Cusick e da Greyston Holt (Marcus Kane II), doppiato da Christian Iansante e da Fabrizio Vidale (Marcus Kane II).

Marcus diventa cancelliere dopo che qualcuno (che si scoprirà essere Bellamy) aveva sparato a Jaha. Testardo, improntato a seguire le regole e a farle rispettare, cerca di fare il bene comune autorizzando il sacrificio di un gruppo di volontari quando diventa di dominio pubblico il problema delle scorte di ossigeno. Perde la madre in seguito a un'esplosione il giorno dell'Unità. In seguito, giunto sulla Terra, comprende insieme alla madre di Clarke che la diplomazia è il modo migliore per relazionarsi con i Terrestri. Punta perciò a integrare il Popolo del Cielo alla Coalizione dei dodici Clan, guidata dal Comandante Lexa, e vi riesce finché non perde la carica di Cancelliere in favore di Pike. Nella sesta stagione la coscienza di Marcus, per potergli salvare la vita, viene trasferita all'interno del corpo di un ragazzo di nome Gavin, interpretato dall'attore Greyston Holt. Tuttavia Kane, non volendo più occupare il corpo di un'altra persona, deciderà successivamente di suicidarsi, in modo tale da distruggere anche il siero che crea i sanguenero.

### Raven Reyes
Raven Reyes (stagioni 1-7), interpretata da Lindsey Morgan, doppiata da Vanina Marini.

Raven è una ragazza molto forte, tenace e intelligente. È fidanzata con Finn Collins, ma lo lascia ritenendo di non essere amata come vorrebbe e soprattutto non come Finn ama Clarke. John Murphy le spara accidentalmente alla schiena, causandole la perdita dell'uso della gamba sinistra. Nella seconda stagione Finn muore e questo le causa molto dolore. Inoltre viene torturata dai terrestri e dai medici di Mount Weather. È molto abile in ingegneria e meccanica e molte volte salva le situazioni più critiche grazie alle sue capacità. Nella terza stagione,vdopo la morte di Sinclair, suo insegnante e unica figura paterna e dopo essere stata posseduta e liberata dal controllo mentale di A.L.I.E., il suo quoziente intellettivo e le sue conoscenze informatiche, biologiche e matematiche subiscono un aumento sovrumano, permettendole di conseguenza di diventare a tutti gli effetti un genio, con l'effetto collaterale dello sviluppo di un ictus al cervello da cui riuscirà a guarire da sola negli episodi finali della quarta stagione. Nella quinta stagione viene torturata due volte dei membri della nave Eligius e poi successivamente da Abby. Si innamorerà di Shaw con cui avrà una relazione. Nella sesta stagione perderà anche Abby, unica figura materna. Alla fine della settima stagione riuscirà a superare il test finale , salvando così la razza umana , decidendo tuttavia di restare sulla terra con I Suoi amici .

### Lincoln
Lincoln (stagioni 2-3; ricorrente stagione 1), interpretato da Ricky Whittle, doppiato da Francesco Bulckaen.

Lincoln è un terrestre che a differenza della sua gente ripudia la guerra. Nella prima stagione salva Octavia, per questo si conquista la sua fiducia e diventa un valido alleato dei Cento. Nella seconda stagione viene catturato dagli Uomini della Montagna che lo trasformano in un Mietitore, un Terrestre cannibale. Grazie ai suoi amici ritornerà se stesso e si vendicherà uccidendo il presidente della Montagna, Cage Wallace. Nella terza stagione viene condannato a morte quando sale al potere Charles Pike, che non crede che i Terrestri possano essere alleati del Popolo del Cielo. Octavia rimarrà distrutta dalla sua esecuzione e cambierà radicalmente atteggiamento soprattutto verso Bellamy, colpevole di aver appoggiato la politica di Pike. 

### John Murphy
John Murphy (stagioni 3-7; ricorrente stagioni 1-2), interpretato da Richard Harmon, doppiato da Ezio Conenna.

Un ragazzo che si sente incompreso ed escluso. Particolarmente violento all'inizio, rischia di morire impiccato da alcuni dei 100 per un crimine che non ha commesso. Riconosciuto innocente, viene esiliato per evitare vendette, venendo catturato dai Terrestri. Essi lo usano come arma biologica, rispedendolo all'accampamento dei Delinquenti per contagiarli con un virus emorragico e così indebolirli per poterli poi attaccare. Dopo una serie di vicende e l'arrivo di tutti gli abitanti dell'Arca, finisce per unirsi a un piccolo gruppo che segue l'ex cancelliere Jaha nel suo viaggio presso la Zona Morta alla ricerca della Città della Luce, in cui "tutti sono accettati". Qui conosce Emori, una ragazza che li tradisce rubando loro ogni cosa, e che reincontrerà in seguito innamorandosene. Arrivato insieme a Jaha a una riva, se ne separa finendo richiuso per mesi in un bunker dentro un faro. Ritrovato il compagno di viaggio, si dimostra scettico nei confronti della Città della Luce e di A.L.I.E., dato che ne ha intuito la pericolosità. Lui ed Emori si ritrovano e scappano da Jaha e dall'intelligenza artificiale, vivendo insieme di rapina, finché Murphy non viene catturato da alcuni Terrestri. Essi lo portano da Titus dopo aver visto che aveva con sé una Chiave con il simbolo sacro dell'infinito. Nella settima stagione insieme ad Emori nasconderà gli oppositori di Sheideda e Alla fine delle stagione deciderà di inserire il mind drive di Emori nella propria testa , in seguito alla morte di quest'ultima . Tuttavia nell'ultima puntata della serie insieme ai suoi amici deciderà di vivere sulla terra , rinunciando dunque ad ascendere .

### Roan
Roan (stagione 4; ricorrente stagione 3; guest star stagione 7), interpretato da Zach McGowan.

Roan è il principe esiliato della Nazione di Ghiaccio. Il suo esilio era stato imposto da Lexa alla madre, la regina Nia, come condizione per l'ingresso dell'Azgeda nella Coalizione. Su ordine della Comandante, cattura Clarke all'inizio della terza stagione, a patto di essere reintegrato presso il suo popolo al posto che gli spetta, però così non avviene. Quando Nia contesta il potere di Lexa, sfidandola a un duello mortale, Roan viene scelto dalla madre per rappresentarla nel combattimento, in cui però egli risulta perdente. Con l'uccisione di Nia, Lexa lo rende Re a tutti gli effetti. Con l'avvento del governo di Ontari, Roan si mostra accondiscendente e al tempo stesso diplomatico, nonostante sappia che lei non è una vera Comandante. Aiuta poi gli Skaikru a fronteggiare la minaccia di A.L.I.E., giungendo a fingere di consegnare Clarke e la Fiamma a Jaha e all'intelligenza artificiale, in uno stratagemma che si rivela fallimentare: in quel frangente, Roan viene colpito da una pallottola sparata da Kane (sotto il controllo di A.L.I.E.) e portato via. Nella quarta stagione, si scopre che è sopravvissuto. Viene curato da Clarke e Abby, riuscendo a riprendersi a sufficienza da prendere le redini del suo popolo e di Polis, ora sotto controllo dell'Azgeda. Dopo aver ascoltato le motivazioni di Clarke, decide di mantenere la Coalizione di Lexa per permettere agli Skaikru di trovare una soluzione. Diventa il Custode della Fiamma, cosa che gli permette di avere un potere ancora maggiore, almeno finché essa non viene rubata. Quando scopre di non essere stato informato del piano di rendere Arkadia un rifugio anti-radiazioni, decide di rompere l'alleanza con gli Skaikru e i Trikru loro alleati, e di marciare su Arkadia con l'intento di appropriarsene a beneficio del suo popolo. Muore annegato per mano di Luna.

### Echo
Echo, nata Ash (stagioni 5-7; ricorrente stagione 4; guest star stagioni 2-3), interpretata da Tasya Teles., doppiata da Cristina Poccardi.
Una spia della Nazione del Ghiaccio, membro della guardia reale della regina Nia e di re Roan, finché quest'ultimo non la bandisce per aver imbrogliato al conclave finale. Va nello spazio con gli altri sopravvissuti dell'isola di Becca, per sfuggire al Praimfaya. Dalla quinta stagione in poi intraprende una relazione con Bellamy.

### Jordan Green
Jordan Jasper Green (stagioni 6-7; guest star stagione 5), interpretato da Shannon Kook, doppiato da Manuel Meli.

Il figlio di Monty e Harper. Nasce sulla nave spaziale Eligius. A Sanctum si innamora di Delilah, una giovane ragazza che si sacrifica per diventare una Prime. Crea un profondo legame con Madi.

### Russell Lightbourne
Russell Lightbourne VII/Sheideda (stagione 7; ricorrente stagione 6), interpretato da JR Bourne e da Sean Maguire (Russell Lightbourne I), doppiato da Alessio Cigliano.

Il leader della nuova comunità, Sanctum, e uno dei Prime. Viene ucciso da Sheideda che prenderà il controllo del suo corpo.

### Gabriel Santiago
Gabriel Santiago (stagione 7; ricorrente stagione 6), interpretato da Chuku Modu, doppiato da Riccardo Petrozzi.

Il leader di un gruppo chiamato Figli di Gabriel.

### Hope Diyoza
Hope Diyoza (stagione 7; guest star stagione 6), interpretata da Shelby Flannery, doppiata da Giulia Franceschetti.
La figlia di Charmaine Diyoza. Forma una famiglia su Skyring con sua madre Diyoza e Octavia (da lei chiamata “Auntie O”).

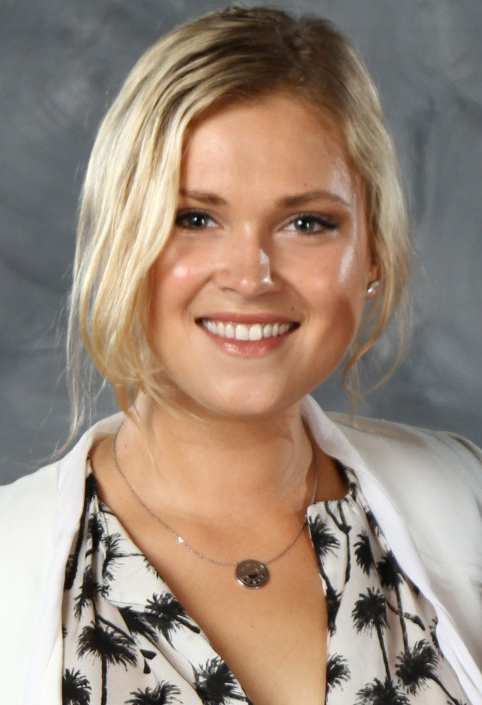
Eliza Taylor interpreta Clarke Griffin
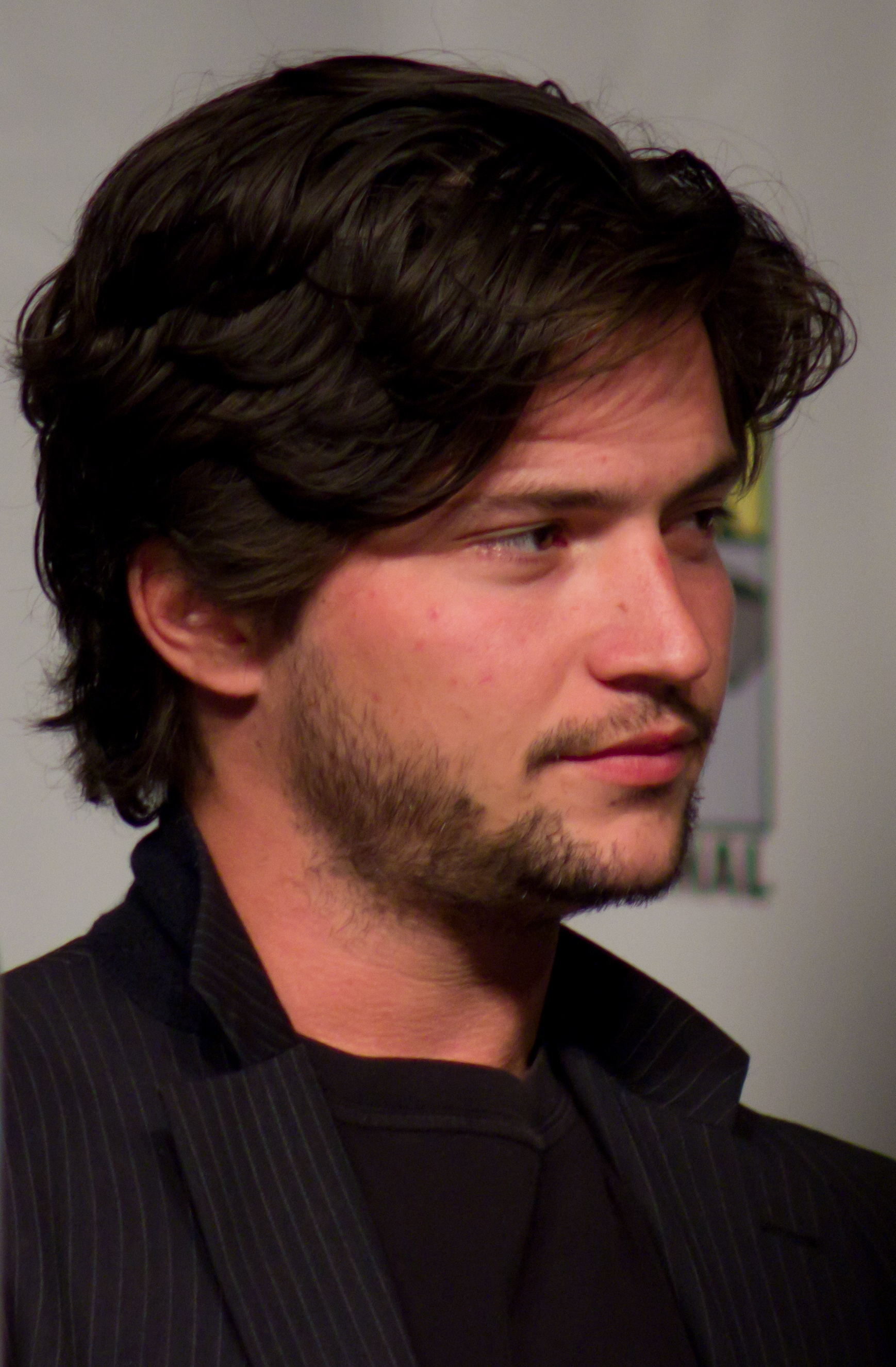
Thomas McDonell interpreta Finn Collins
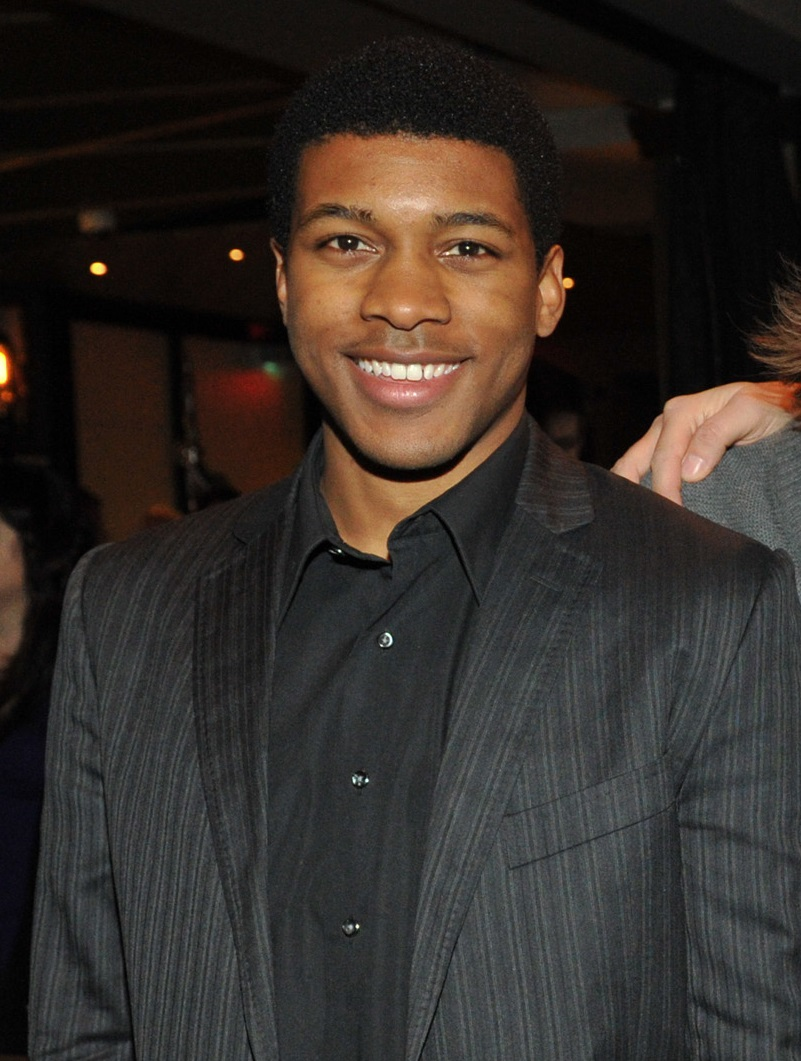
Eli Goree interpreta Wells Jaha
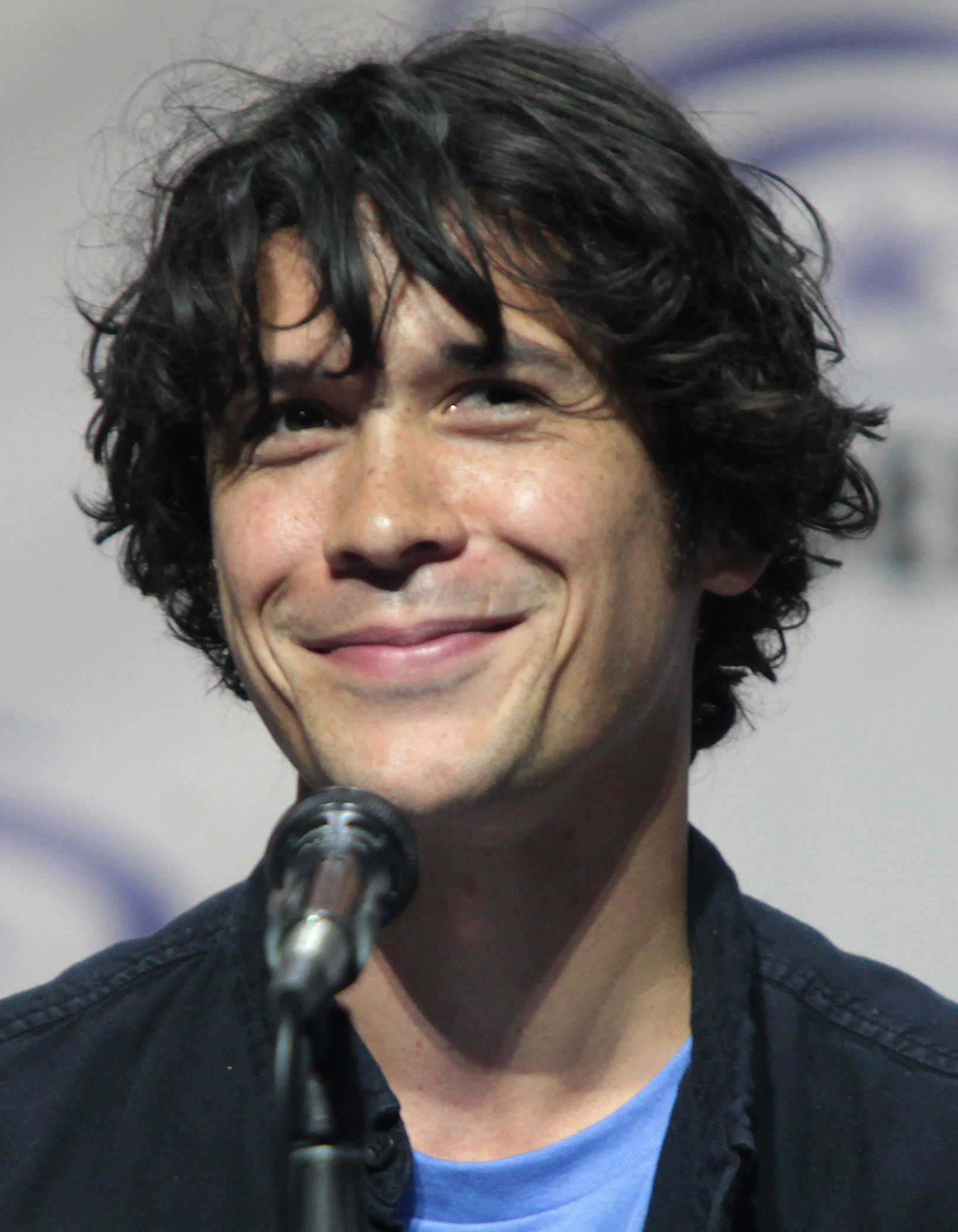
Bob Morley interpreta Bellamy Blake
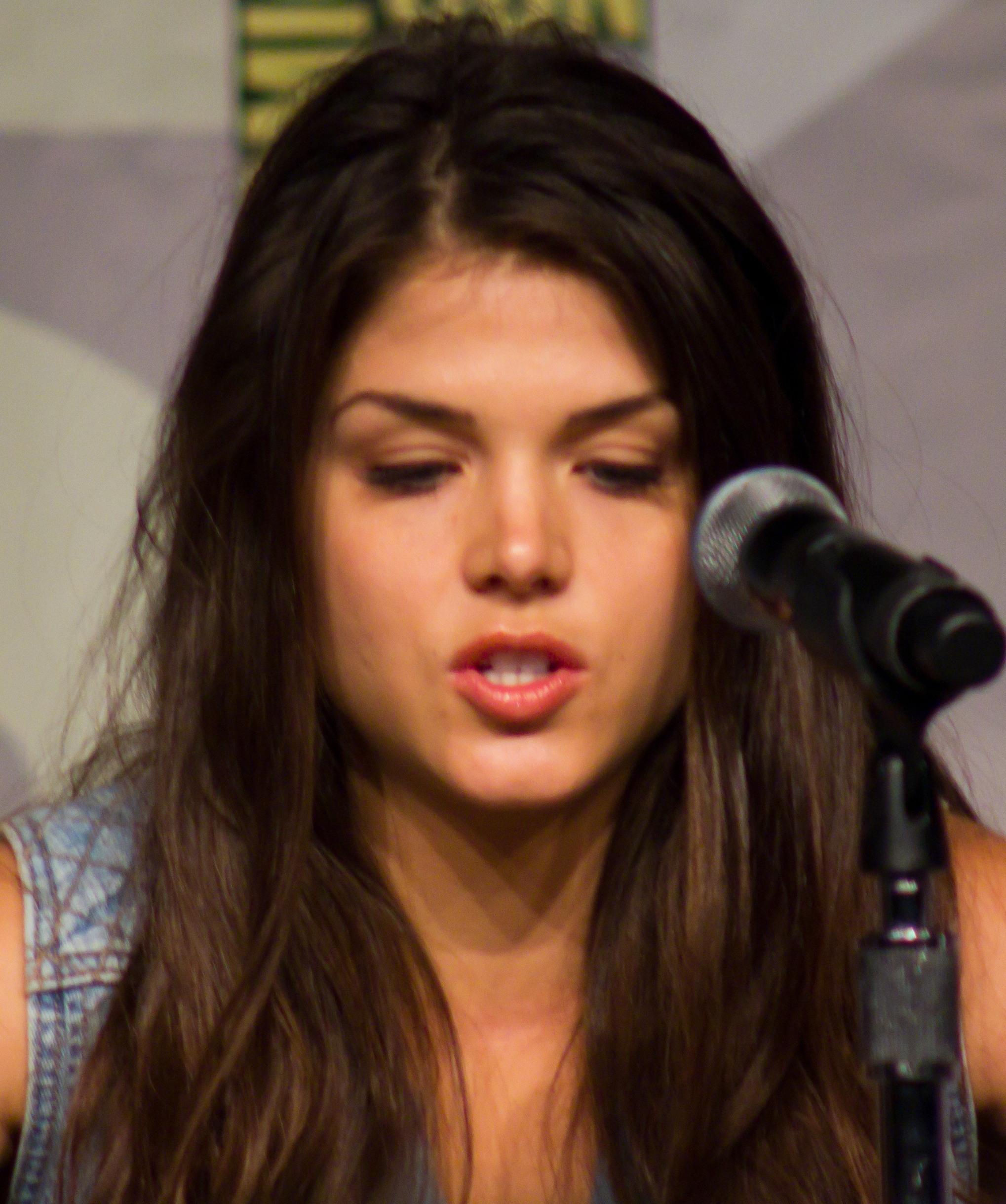
Marie Avgeropoulos interpreta Octavia Blake
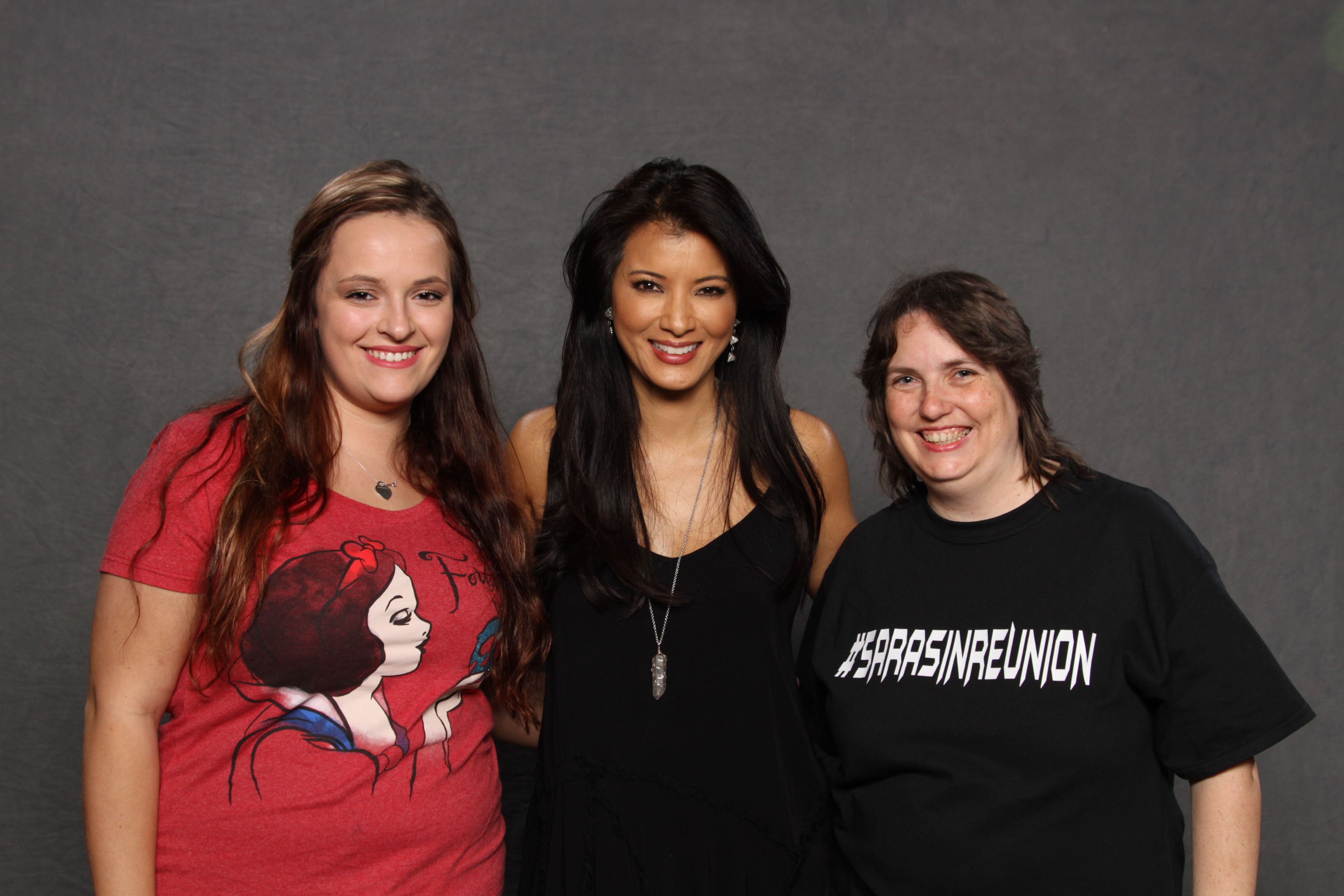
Kelly Hu (al centro) interpreta Callie Cartwig
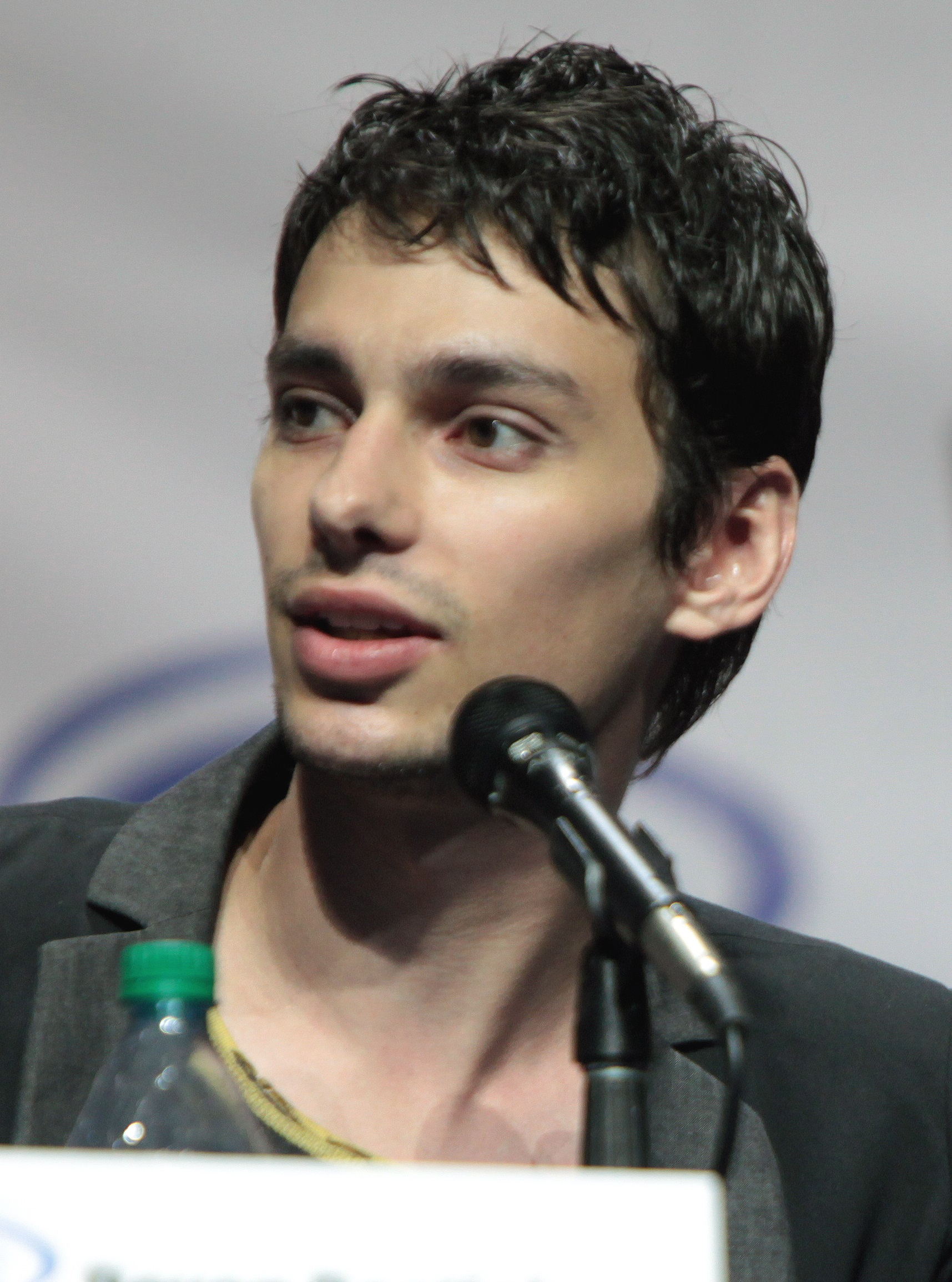
Devon Bostick interpreta Jasper Jordan
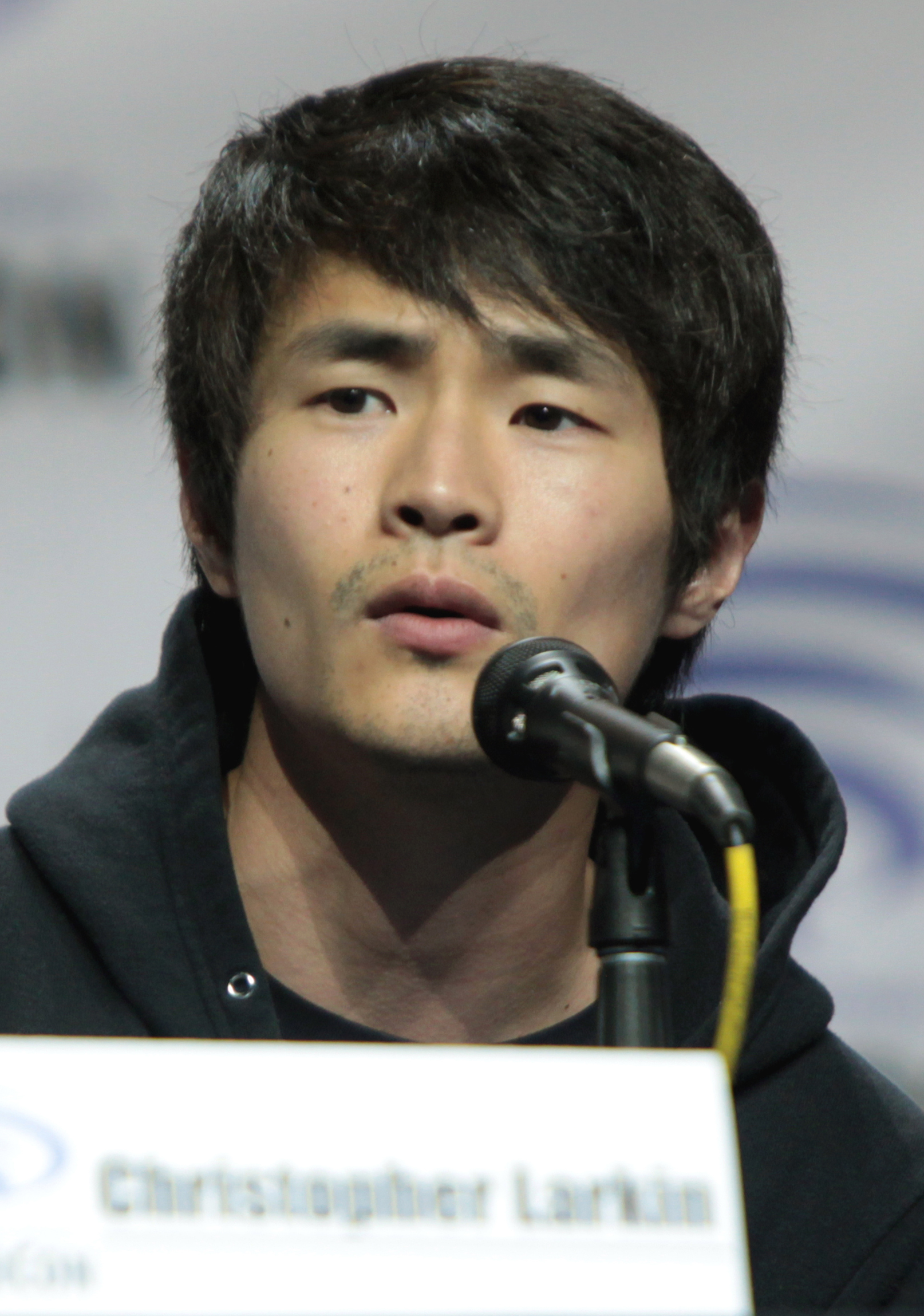
Christopher Larkin interpreta Monty Green
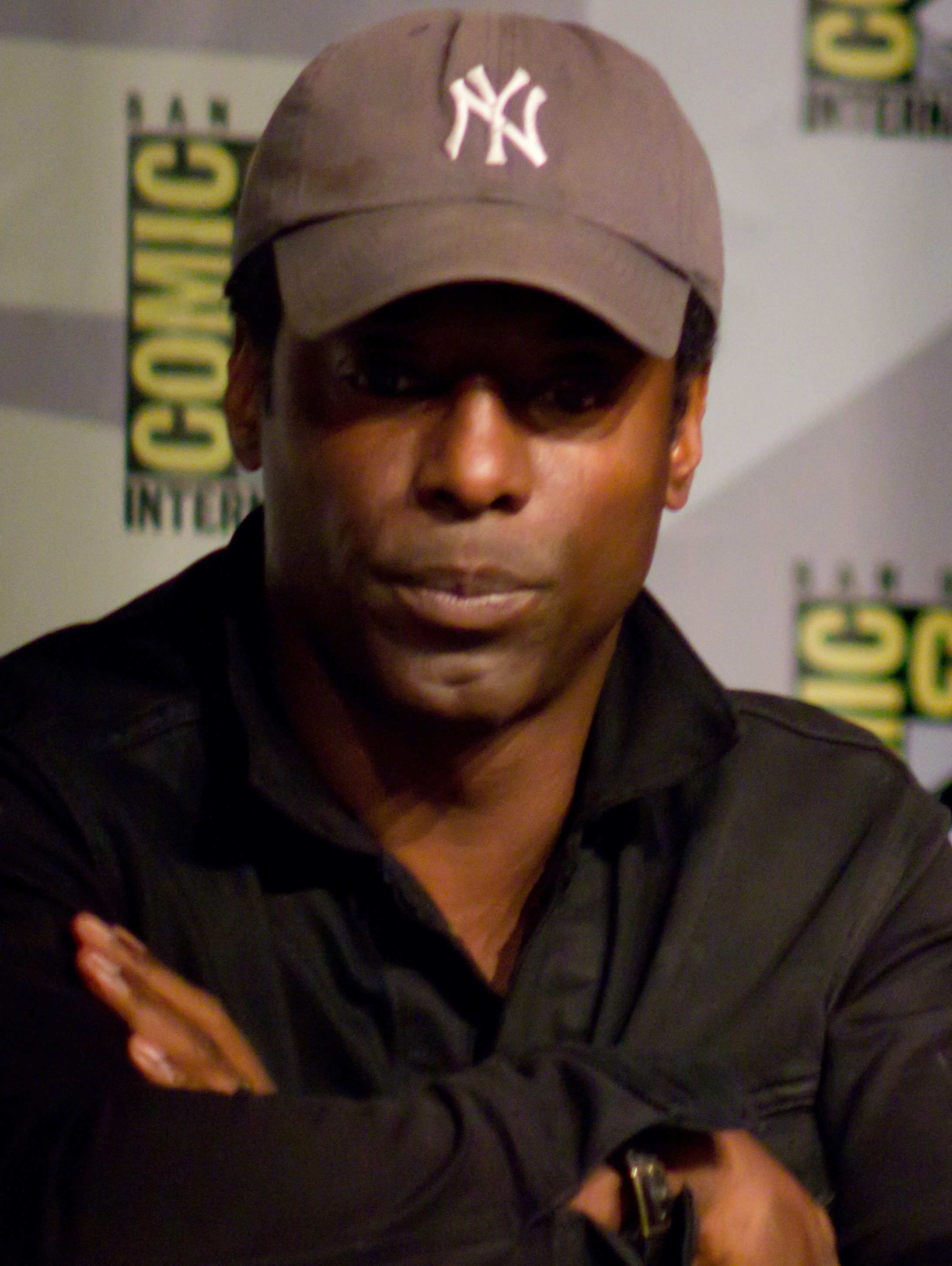
Isaiah Washington interpreta Thelonius Jaha
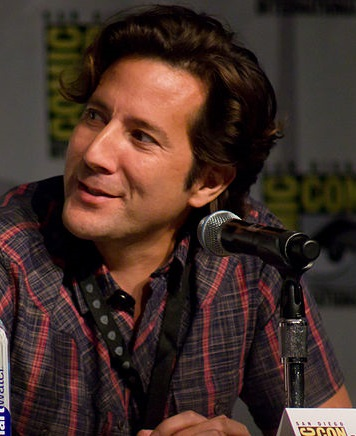
Henry Ian Cusick interpreta Marcus Kane
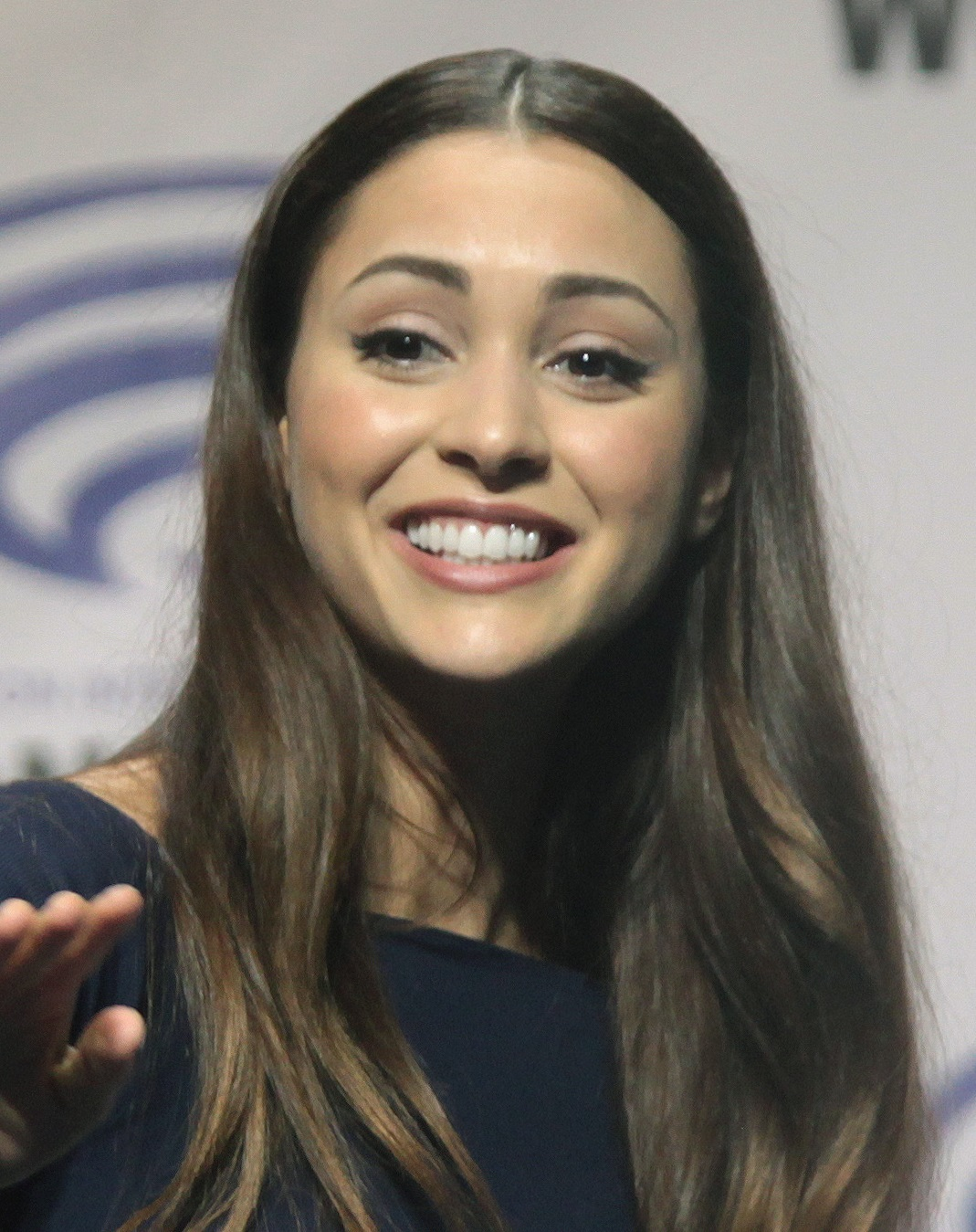
Lindsey Morgan interpreta Raven Reyes
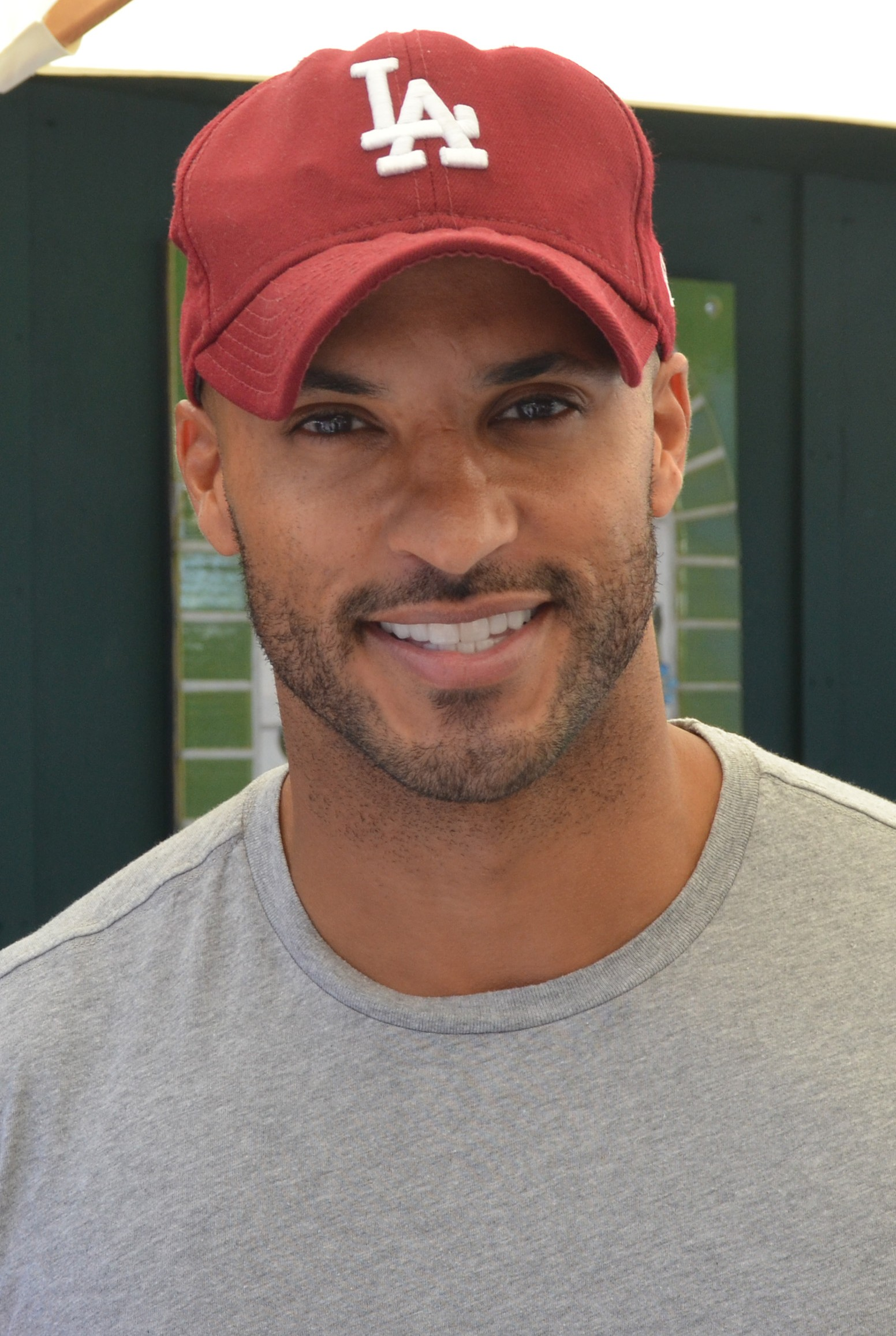
Ricky Whittle interpreta Lincoln
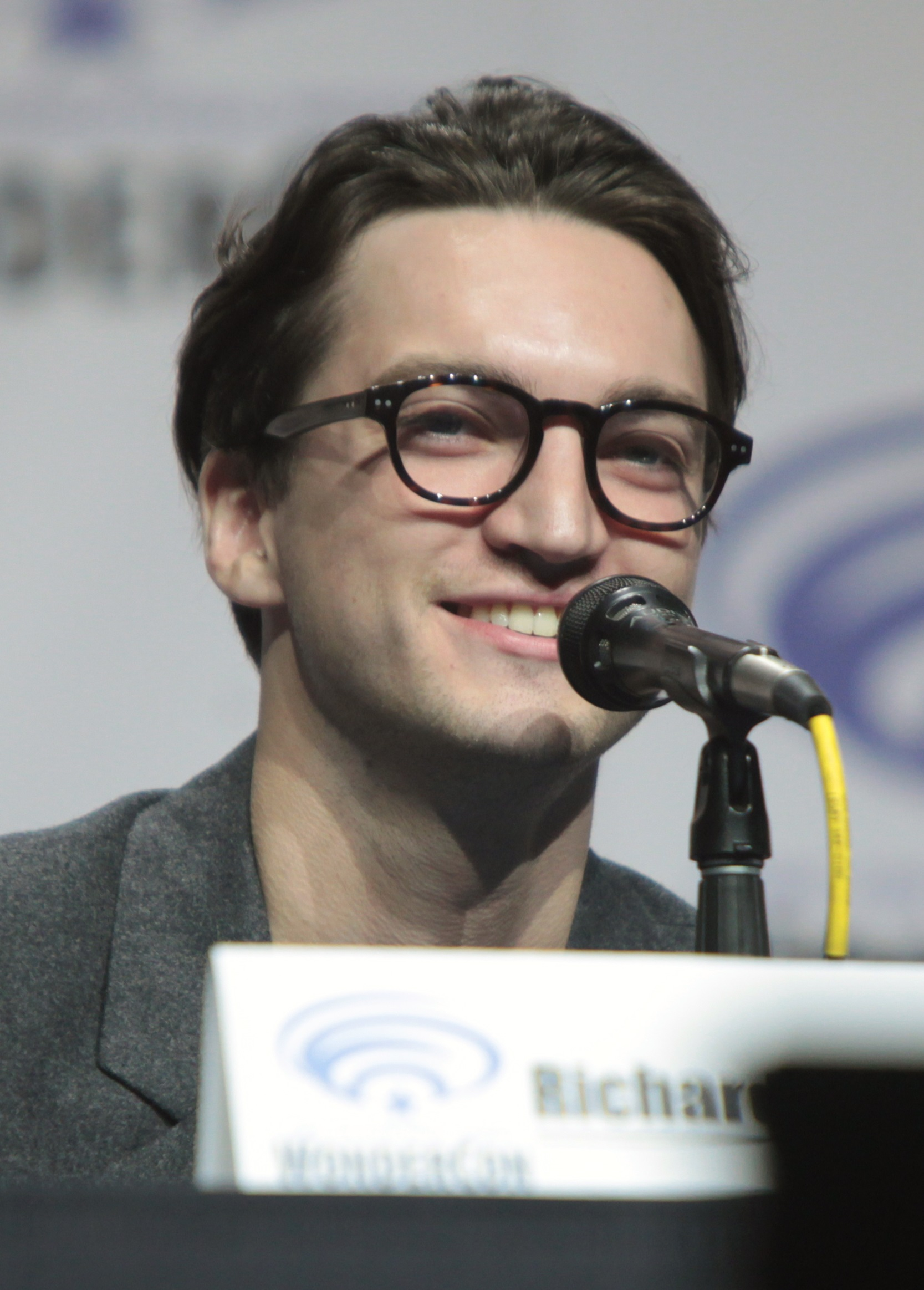
Richard Harmon interpreta John Murphy
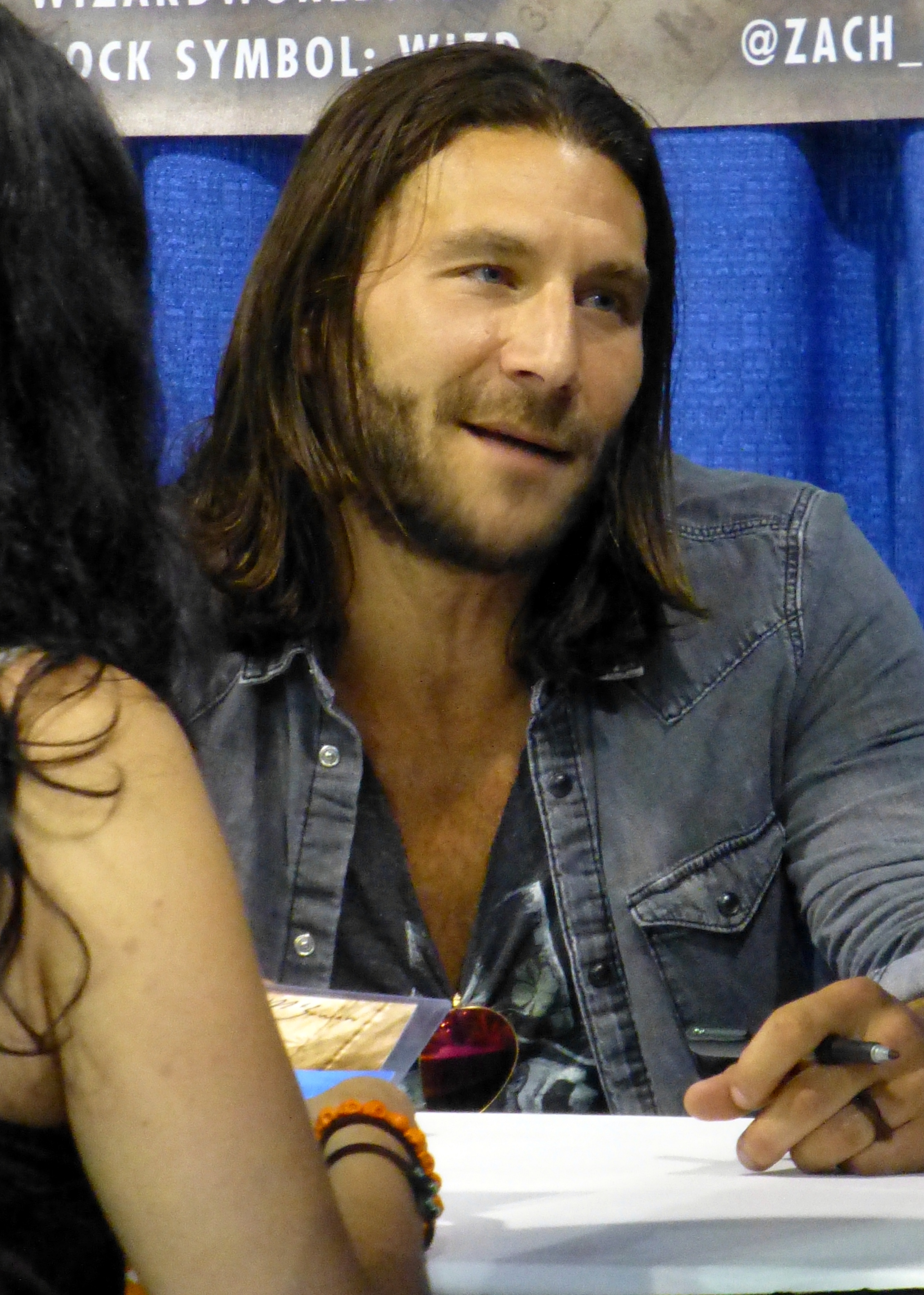
Zach McGowan interpreta Roan
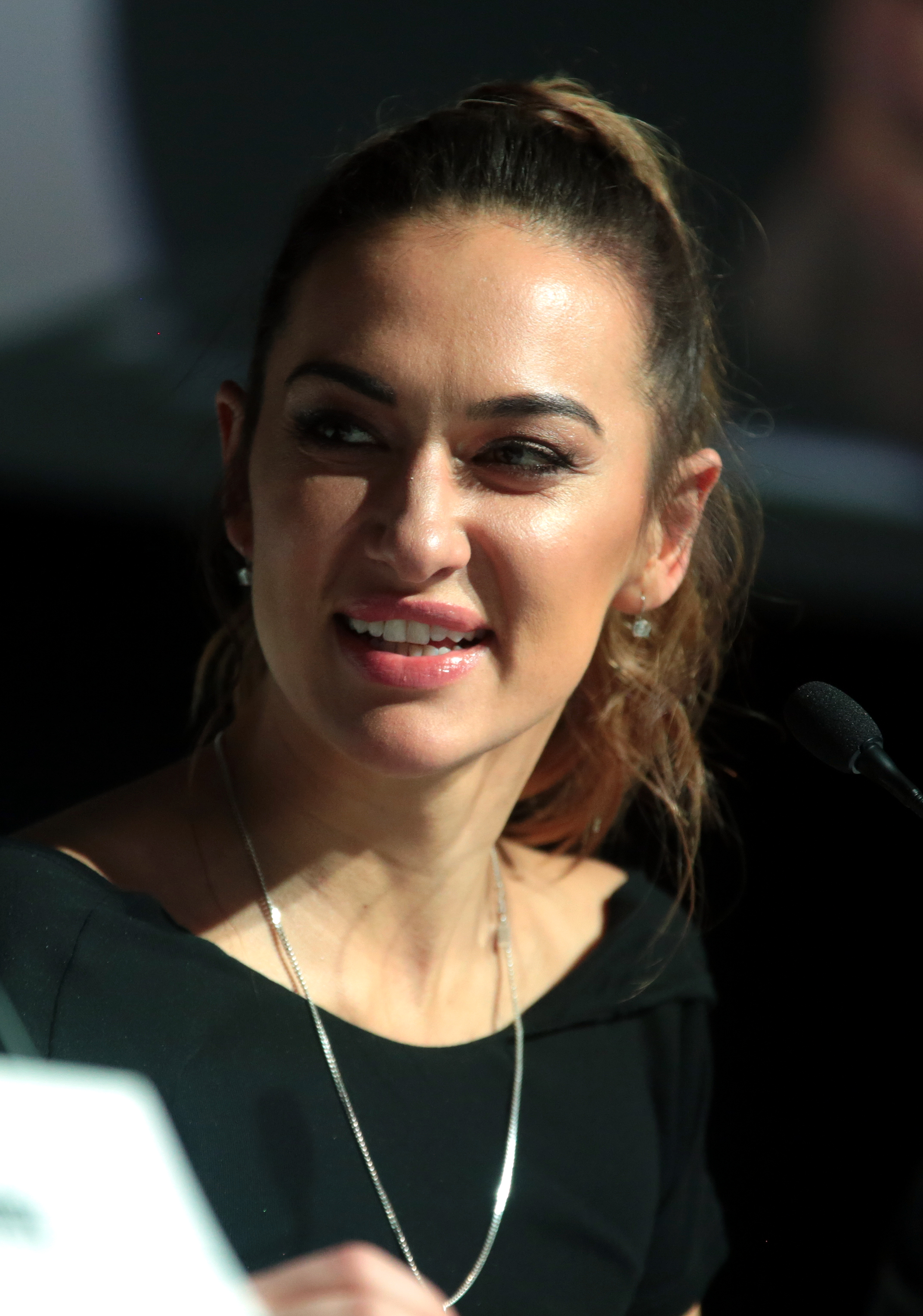
Tasya Teles interpreta Echo
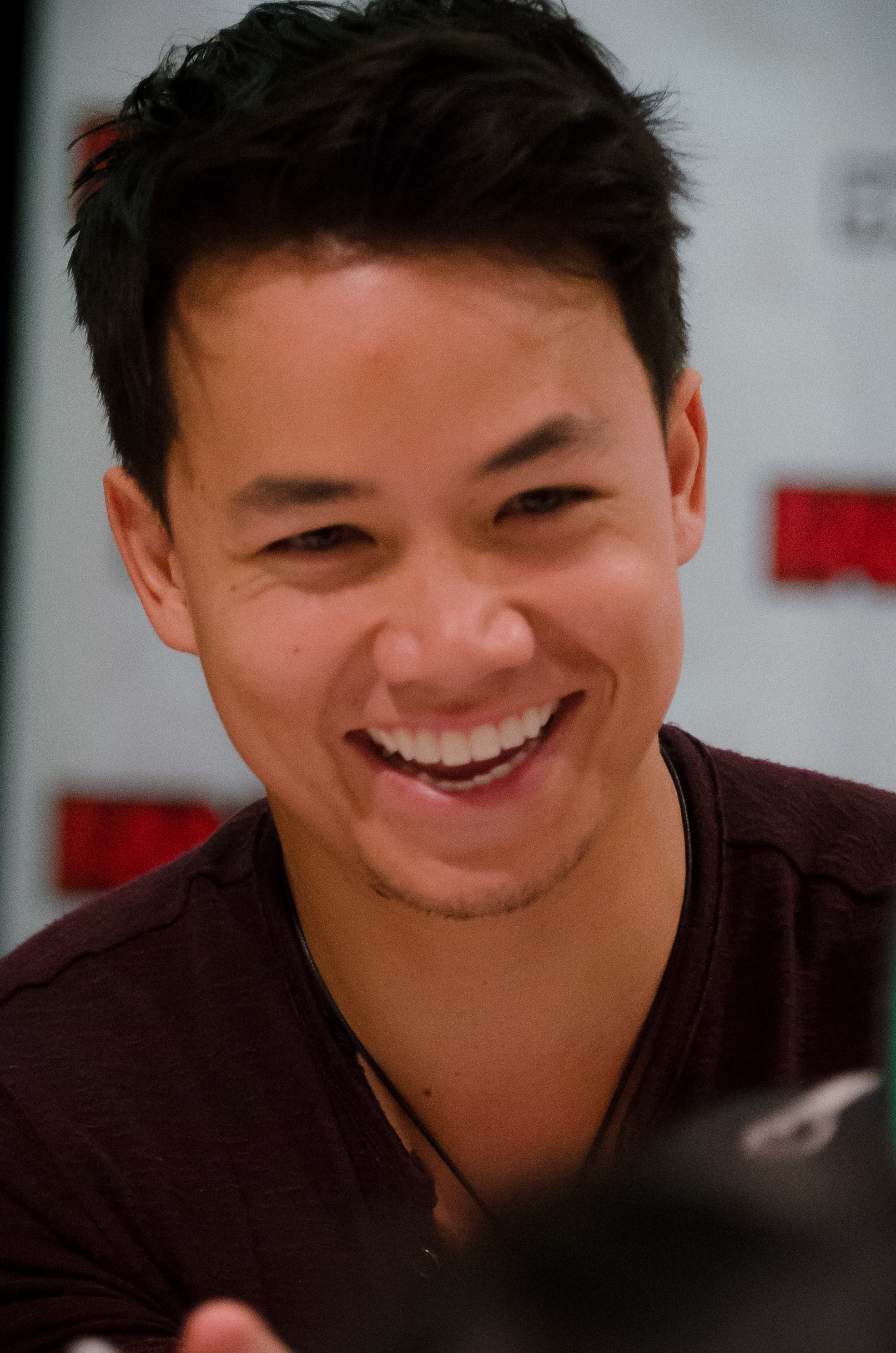
Shannon Kook interpreta Jordan Green
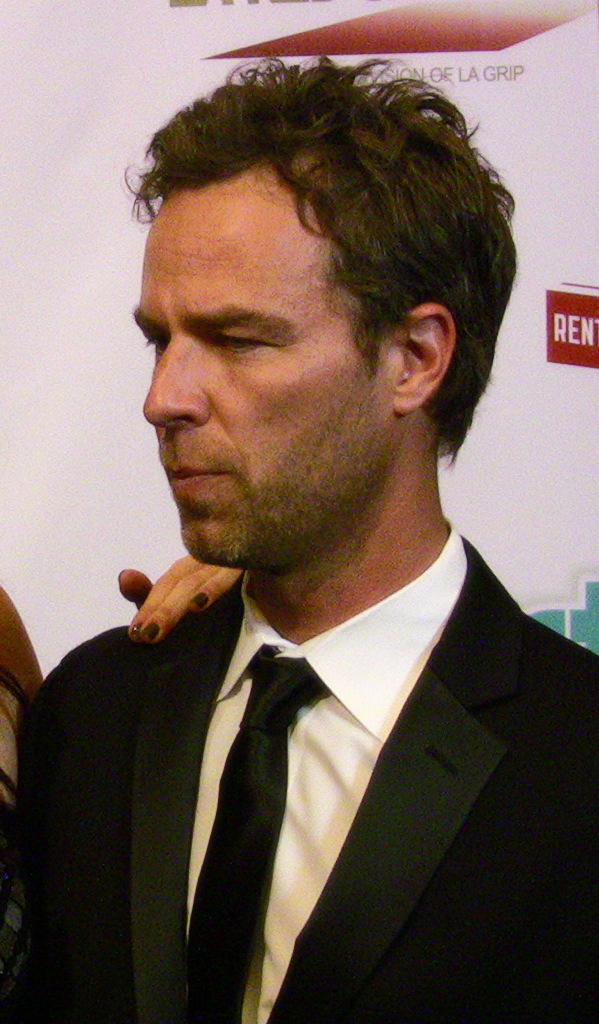
JR Bourne interpreta Russell Lightbourne VII

## Personaggi ricorrenti

### Popolo del Cielo / Skaikru

#### I 100 criminali
- Nathan "Nate" Miller (stagioni 1-7), interpretato da Jarod Joseph, doppiato da Gabriele Patriarca.
Tra i 47 prigionieri di Mount Weather, si riunisce con il padre David Miller alla fine della seconda stagione. Nella terza stagione ritrova il fidanzato Bryan della stazione agricola che in seguito lascerà. Nella quinta stagione si è fidanzato con Jackson ed è diventato la guardia personale di Octavia.
- Harper McIntyre (stagioni 1-5), interpretata da Chelsey Reist, doppiata da Chiara Oliviero.
Tra i 47 prigionieri di Mount Weather, è la prima a essere sottoposta all'estrazione del midollo osseo, ma riesce a salvarsi grazie all'intervento di Jasper e Dante Wallace. A partire dalla terza stagione, intraprende una relazione con Monty. Alla fine della quinta stagione si scopre che ha avuto un figlio da Monty, Jordan Jasper Green. Morirà a 70 anni a causa di un disordine genetico durante i 125 anni di criogenia degli altri sopravvissuti[7].
- Zoe Monroe (stagioni 1-3), interpretata da Katie Stuart.
Muore asfissiata in un villaggio terrestre colpito da un incendio nella terza stagione.
- Fox (stagioni 1-2; guest star stagione 3), interpretata da Genevieve Buechner.
Tra i 47 prigionieri di Mount Weather, muore in seguito all'estrazione del midollo osseo.
- Sterling (stagioni 1-2), interpretato da Keenan Tracey.
Muore nella seconda stagione mentre cerca di salvare la sua amica Mel.
- John Mbege (stagione 1; guest star stagione 3), interpretato da Aaron Miko.
Amico di Murphy, viene ucciso da un Terrestre nella prima stagione.
- Jones (stagione 1; guest star stagione 3), interpretato da Shane Symons.
Muore durante la battaglia finale della prima stagione.
- Connor (stagione 1), interpretato da Josh Ssettuba.
Viene ucciso per vendetta da Murphy nella prima stagione.
- Atom (stagione 1), interpretato da Rhys Ward.
Seguace di Bellamy e fugace interesse amoroso di Octavia, gli viene dato il colpo di grazia da Clarke dopo essere rimasto bruciato dalla nebbia acida.
- Charlotte (stagione 1), interpretata da Izabela Vidovic, doppiata da Sara Labidi.
Una dei criminali più giovani. Uccide Wells per vendicare la morte dei suoi genitori giustiziati da Jaha, ma, afflitta dai sensi di colpa, si suicida buttandosi da una scogliera.
- Myles (stagione 1), interpretato da Brendan Meyer.
Viene ucciso per vendetta da Murphy nella prima stagione.
- Bree (stagione 4; guest star stagione 1), interpretata da Alyson Bath.
Muore di overdose nella quarta stagione.

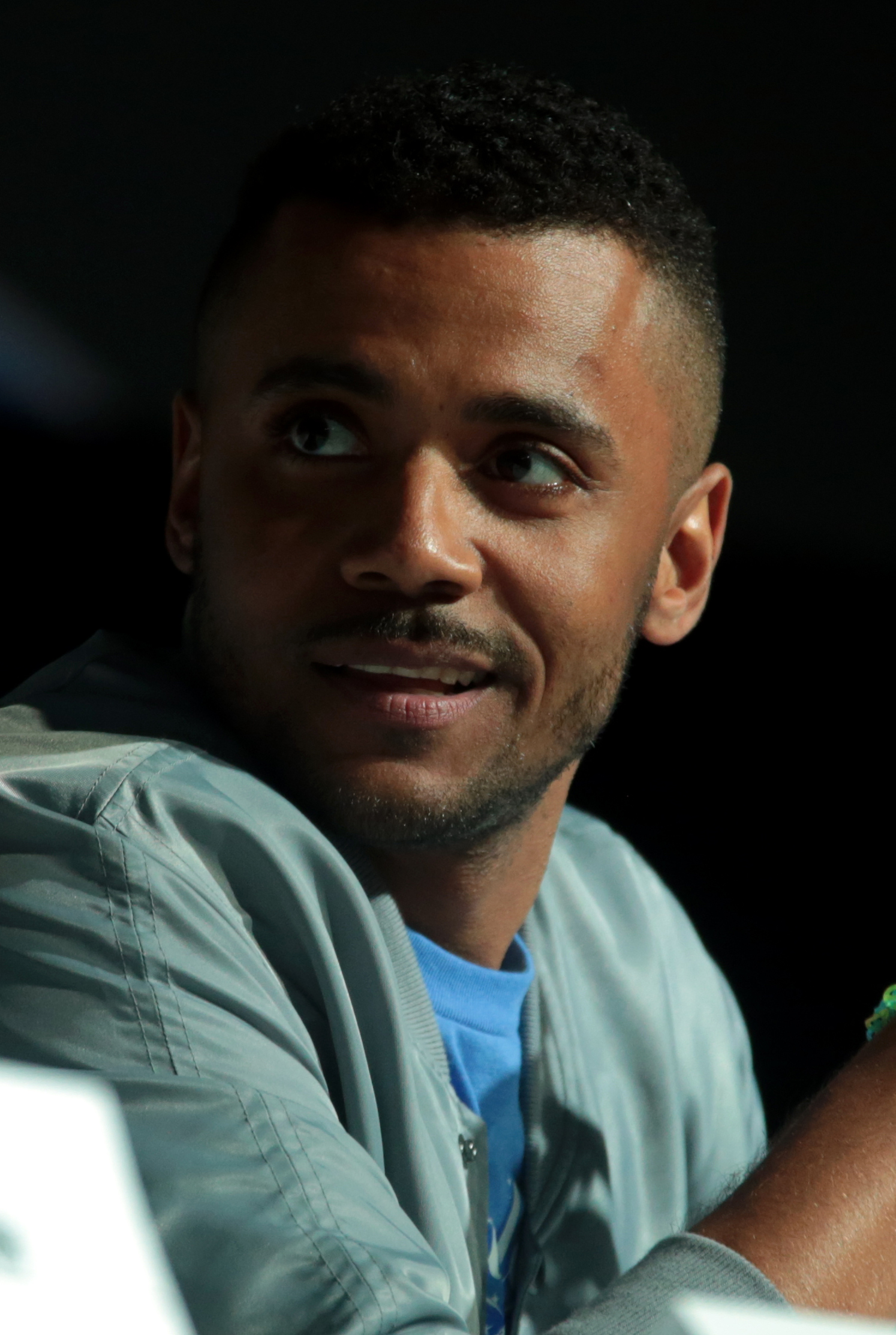
Jarod Joseph interpreta Nathan Miller
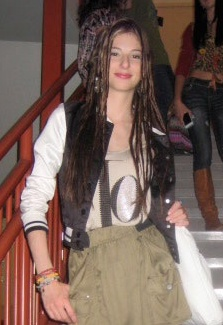
Genevieve Buechner interpreta Fox

#### L'Arca / Arkadia
- Eric Jackson (stagioni 1-7), interpretato da Sachin Sahel, doppiato da Daniele Giuliani.
L'aiutante e confidente di Abby. Dalla quinta stagione ha una relazione con Miller.
- Jacapo Sinclair (stagioni 1-3; guest star stagione 4), interpretato da Alessandro Juliani, doppiato da Gianluca Solombrino.
Il mentore di Raven. Viene ucciso da Emerson nella terza stagione. Riappare come allucinazione di Raven nella quarta stagione.
- Jake Griffin (stagione 1; guest star stagione 6), interpretato da Chris Browning, doppiato da Francesco Prando.
Il marito di Abby e il padre di Clarke che muore prima della serie. Viene giustiziato a causa del suo tentativo di rendere pubblica la notizia riguardante il deterioramento del sistema di supporto vitale dell’Arca. Riappare nella sesta stagione, nella mente di Clarke per aiutarla.
- Diana Sydney (stagione 1), interpretata da Kate Vernon, doppiata da Alessandra Korompay.
Un'ex cancelliere dell'Arca. Dopo aver ottenuto di nuovo un posto nel Consiglio, ruba con i suoi complici la Exodus per raggiungere la Terra, ma la navicella finisce per schiantarsi, causando la morte di tutti i passeggeri.
- Shumway (stagione 1), interpretato da Terry Chen, doppiato da Davide Albano.
Il complice di Diana Sydney. Viene ucciso su ordine della stessa Diana quando si scopre essere lui il mandante dell'attentato alla vita di Jaha.
- Kyle Wick (stagione 2; guest star stagione 1), interpretato da Steve Talley, doppiato da Fabrizio Manfredi.
Un ingegnere e collega di Raven, con la quale avrà una breve relazione. Viene nominato da Raven nella terza stagione, la quale afferma di aver interrotto la loro relazione.
- David Miller (stagioni 2, 4; guest star stagione 3), interpretato da Chris Shields.
Il padre di Nate e il capo degli addetti alla sicurezza sull'Arca. Muore bruciato dal Praimfaya nella quarta stagione, sacrificandosi per lasciare un posto nel bunker al figlio Nathan.
- Byrne (stagione 2), interpretata da Kendall Cross, doppiata da Paola Giannetti.
Il capitano delle guardie di Kane nella seconda stagione. Viene uccisa da un gigantesco gorilla mutante.
- Bryan (stagione 3; guest star stagione 4), interpretato da Jonathan Whitesell, doppiato da Manuel Meli.
Il ragazzo di Miller proveniente dalla stazione agricola dell'Arca. Nella quarta stagione esce di scena, dopo aver litigato con Miller.
- Charles Pike (stagione 3; guest star stagione 6), interpretato da Michael Beach, doppiato da Alberto Angrisano.
Un ex insegnante di competenze terrestri e leader del gruppo di superstiti della stazione agricola. Eletto cancelliere al posto di Kane, dà vita a un movimento anti-terrestre, di cui all'inizio fa parte anche Bellamy. Viene ucciso da Octavia per vendicare la morte di Lincoln, giustiziato dal cancelliere. Riappare nella sesta stagione all’interno della mente di Octavia.
- Hannah Green (stagione 3), interpretata da Donna Yamamoto, doppiata da Tiziana Avarista.
La madre di Monty e una dei superstiti della stazione agricola dell'Arca. Sotto il controllo di A.L.I.E., viene uccisa da Monty per salvare Octavia.
- Riley (stagione 4), interpretato da Ben Sullivan.
Uno dei superstiti della stazione agricola tenuti prigionieri dalla Nazione del Ghiaccio. Muore per overdose nella quarta stagione.
- Kara Cooper (stagione 5), interpretata da Kyra Zagorsky, doppiata da Tiziana Avarista.

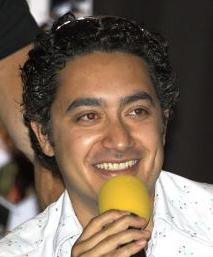
Alessandro Juliani interpreta Jacapo Sinclair
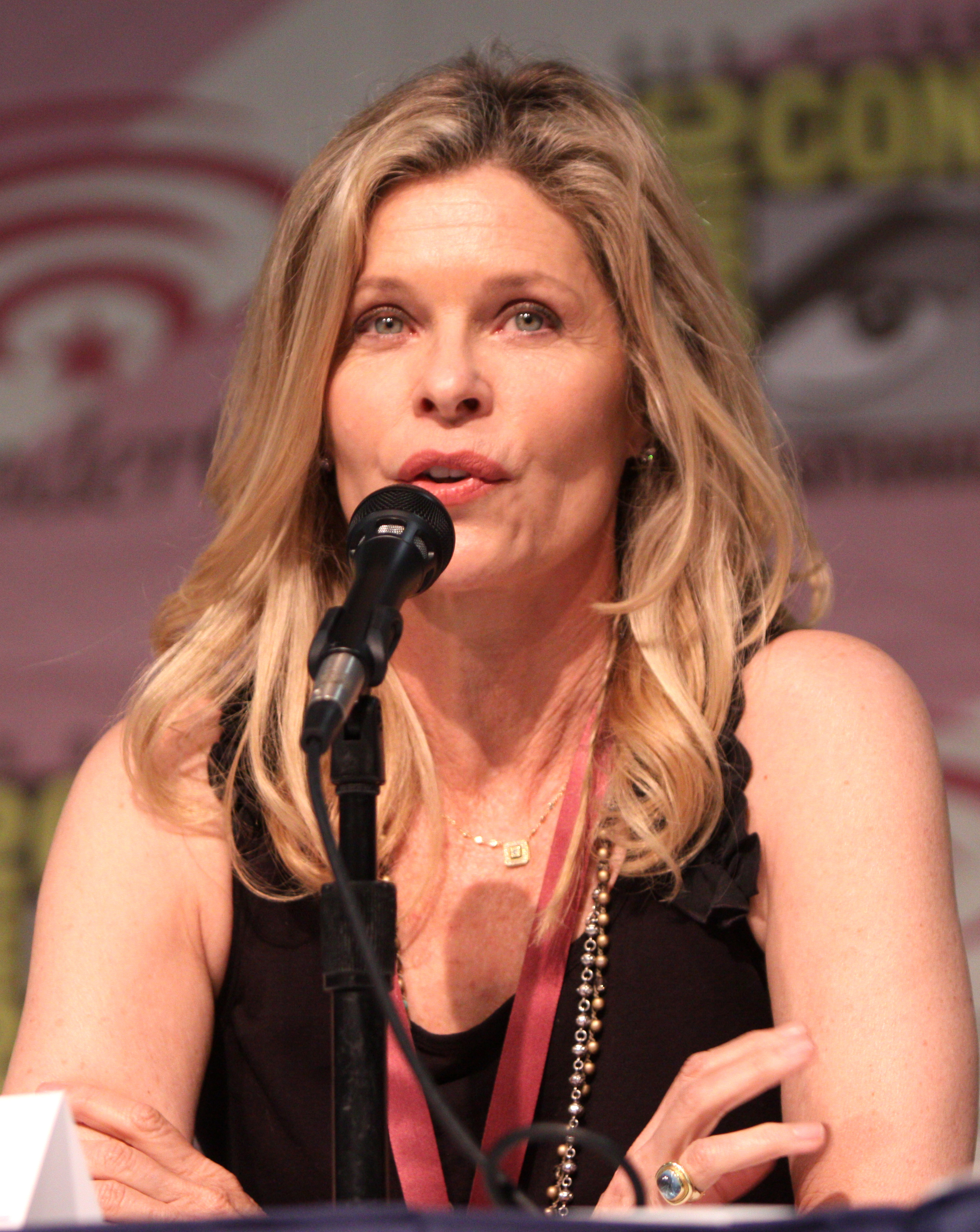
Kate Vernon interpreta Diana Sydney
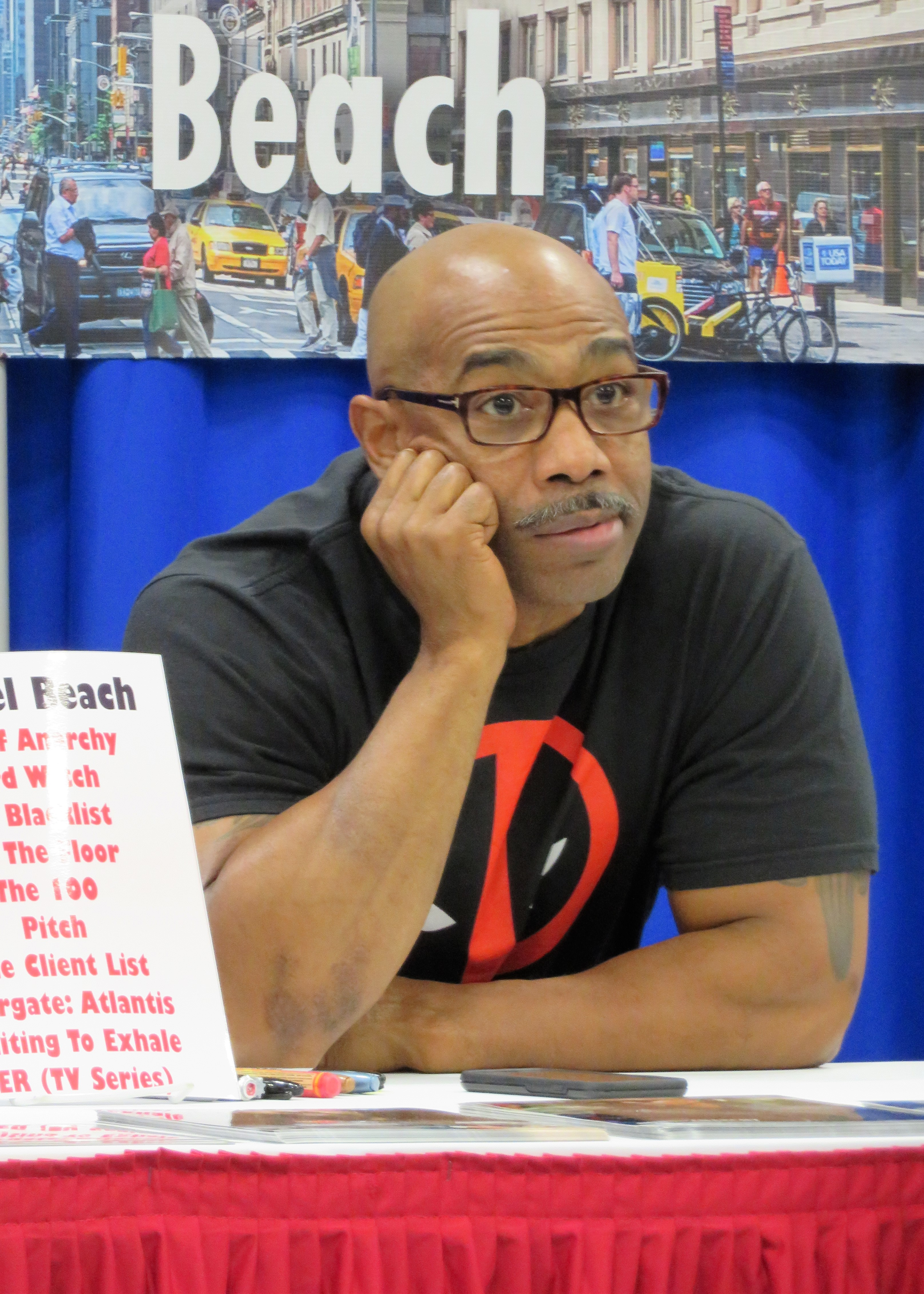
Michael Beach interpreta Charles Pike
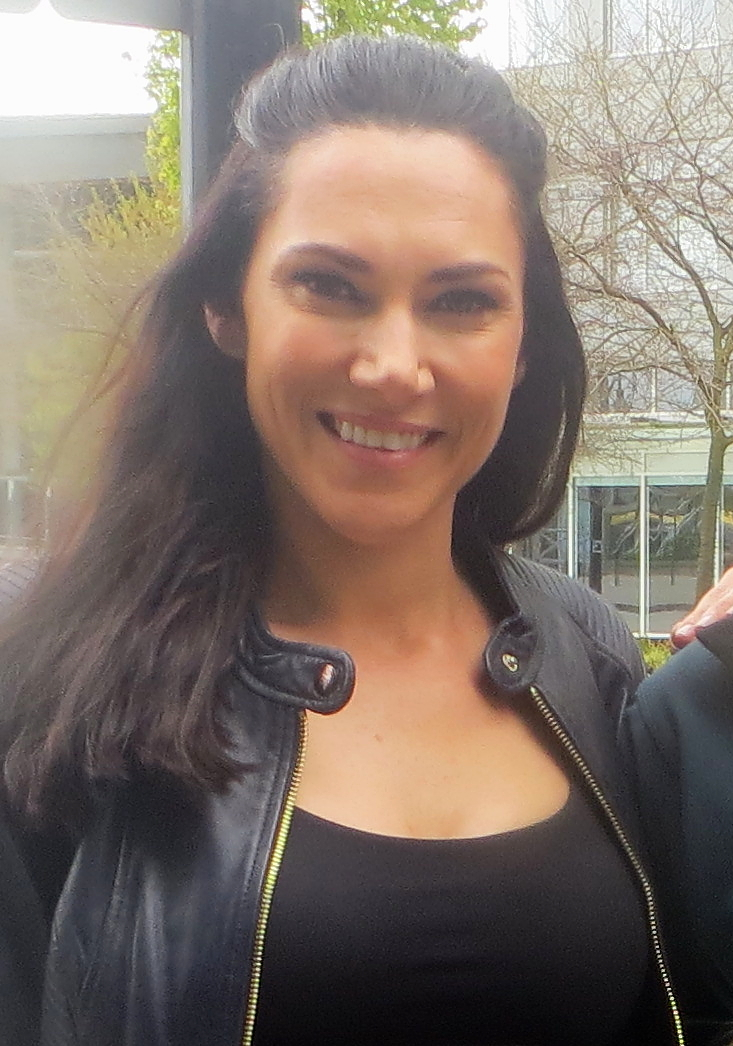
Kyra Zagorsky interpreta Kara Cooper

### Terrestri

#### Popolo degli Alberi / Trikru
- Anya (stagioni 1-2), interpretata da Dichen Lachman, doppiata da Laura Cosenza.
La leader di un'unità del Popolo degli Alberi e mentore di Lexa fino alla sua ascesa. Sopravvissuta al cerchio di fuoco della prima stagione, viene catturata e tenuta prigioniera a Mount Weather, da cui riesce a fuggire insieme a Clarke. Viene uccisa da una guardia nei pressi dell'accampamento Jaha.
- Tristan (stagioni 1-2), interpretato da Joseph Gatt, doppiato da Sacha De Toni.
Un generale del Popolo degli Alberi, mandato dal comandante per sterminare i 100. Viene ucciso da Kane nella seconda stagione.
- Indra (stagioni 2-7), interpretata da Adina Porter, doppiata da Laura Romano.
Il capo di Tondc. Nonostante la sua diffidenza nei confronti degli Skaikru, decide di addestrare Octavia e di farla diventare il suo secondo. Inoltre diventa molto amica di Marcus il quale le affida anche una radio.  Nella quarta stagione compare sua figlia Gaia, la quale ha deciso però di non seguire le orme della madre, divenendo un'aspirante custode della Fiamma.Nella settima stagione ucciderà Sheidheda,il comandante oscuro , che nel frattempo era riuscito ad impossessarsi del corpo di Russell I , uccidendo quest'ultimo nel suo spazio memtale.
- Lexa (stagioni 2-3; guest star stagione 7), interpretata da Alycia Debnam-Carey, doppiata da Selvaggia Quattrini.
Il comandante della coalizione dei 12 Clan Terrestri. Definita da Kane una visionaria, si trova disposta a negoziare con il Popolo del Cielo per liberare i prigionieri di Mount Weather, accettando di stringere un'alleanza non appena il massacro di Tondc verrà vendicato con la morte di Finn. Alla fine del funerale di Finn e le sue vittime, rivela a Clarke di aver perso la sua ragazza Costia per mano della Nazione del Ghiaccio e di vedere l'amore come una debolezza. Malgrado ciò, Lexa s'innamora di Clarke e la bacia, ma tradisce lei e gli Skaikru dopo aver stretto un patto con Emerson per salvare la sua gente. Nella terza stagione, venendo a sapere che la Regina Nia vuole uccidere Clarke, manda il Principe Roan a catturare quest'ultima per portarla in salvo a Polis. Lexa giura fedeltà a Clarke e accoglie il Popolo del Cielo nella Coalizione come il tredicesimo clan. In partenza per Arkadia, Clarke bacia Lexa e le due vanno a letto insieme. Muore poco dopo per un proiettile vagante sparato da Titus, destinato a Clarke. Ritorna con A.L.I.E. 2 alla fine della stagione per aiutare Clarke nella Città della Luce. Torna nella settima stagione in quanto rappresenta l’amore più grande della vita di Clarke e per questo si mostra a lei durante l’ultima simulazione.
- Nyko (stagione 2; guest star stagioni 3-4), interpretato da Ty Olsson, doppiato da Pasquale Anselmo.
Un guaritore del Popolo degli Alberi. Amico di Lincoln, muore per salvare Luna nella quarta stagione.
- Gustus (stagione 2), interpretato da Aleks Paunovic, doppiato da Alessandro Ballico.
Un guerriero e confidente di Lexa. Viene giustiziato da Lexa stessa dopo aver cercato di distruggere l'alleanza tra i Terrestri e il Popolo del Cielo.
- Niylah (stagioni 3-7), interpretata da Jessica Harmon, doppiata da Carmen Iovine.
Una terrestre che gestisce un emporio, frequentato da Clarke -con la quale dorme occasionalmente- durante il suo allontanamento da Arkadia. A partire dalla quarta stagione, si unisce al Popolo del Cielo.
- Aden (stagione 3), interpretato da Cory Gruter-Andrew.
Uno dei sanguenero addestrati da Lexa, ucciso nel sonno da Ontari, durante il conclave della terza stagione.
- Titus (stagione 3), interpretato da Neil Sandilands.
Il custode della Fiamma e consigliere di Lexa. Convinto che i sentimenti di Lexa per Clarke possano costituire un pericolo, tenta di eliminare Clarke con un'arma degli Skaikru, finendo per uccidere accidentalmente Lexa. Dopo aver consegnato la Fiamma a Clarke, si suicida per impedire a Ontari di diventare il nuovo comandante.
- Gaia (stagioni 4-7), interpretata da Tati Gabrielle, doppiata da Letizia Ciampa.
La figlia di Indra e custode della Fiamma.

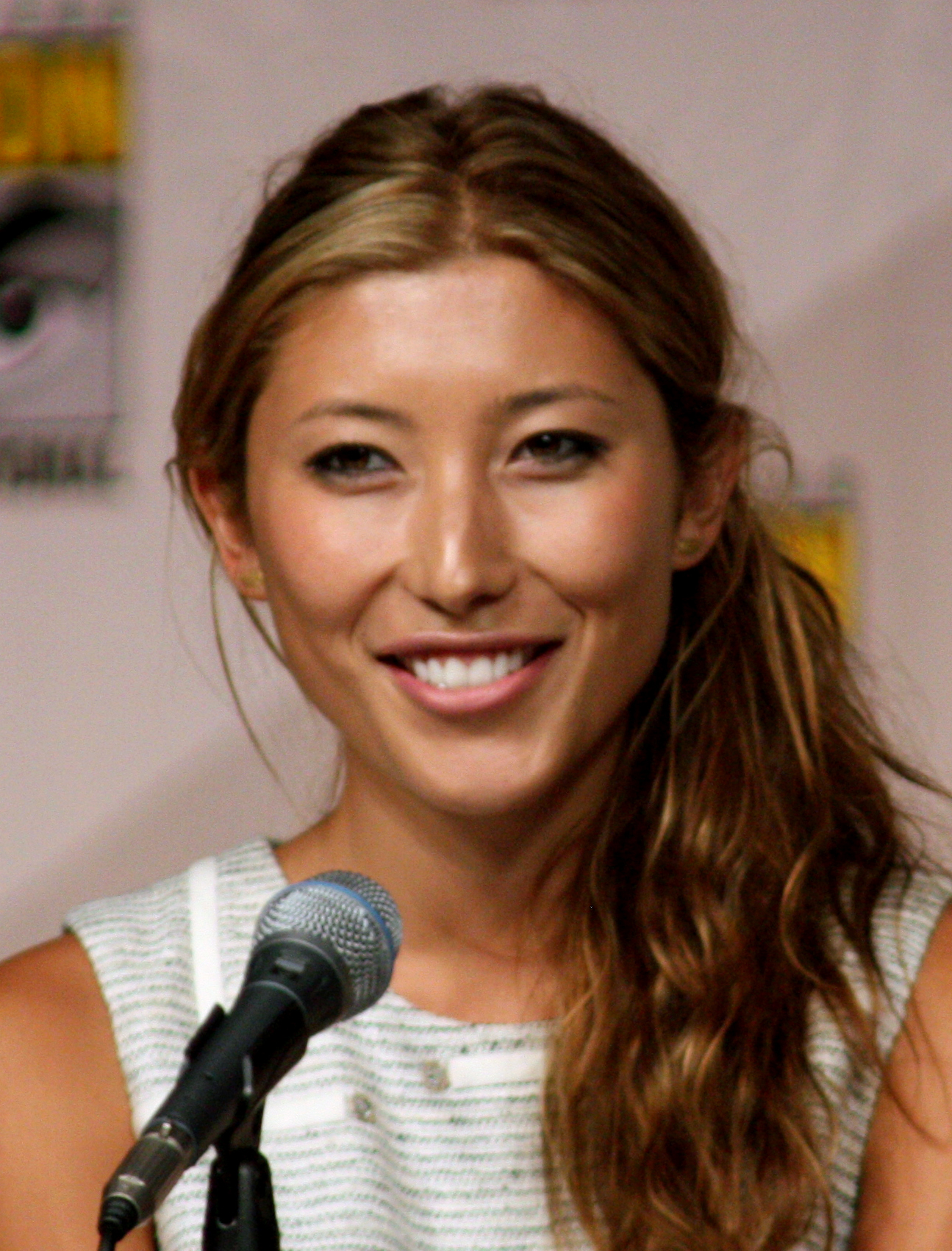
Dichen Lachman interpreta Anya
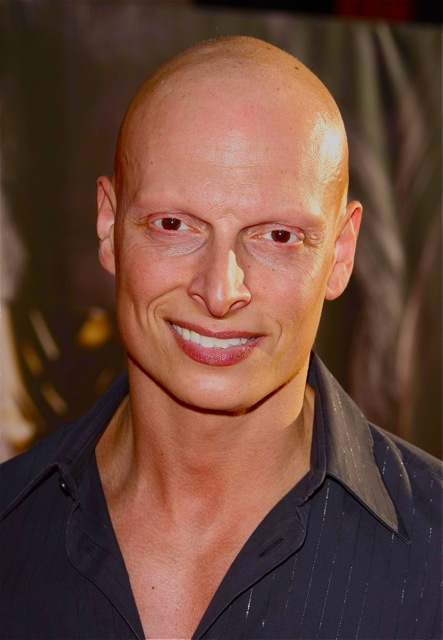
Joseph Gatt interpreta Tristan
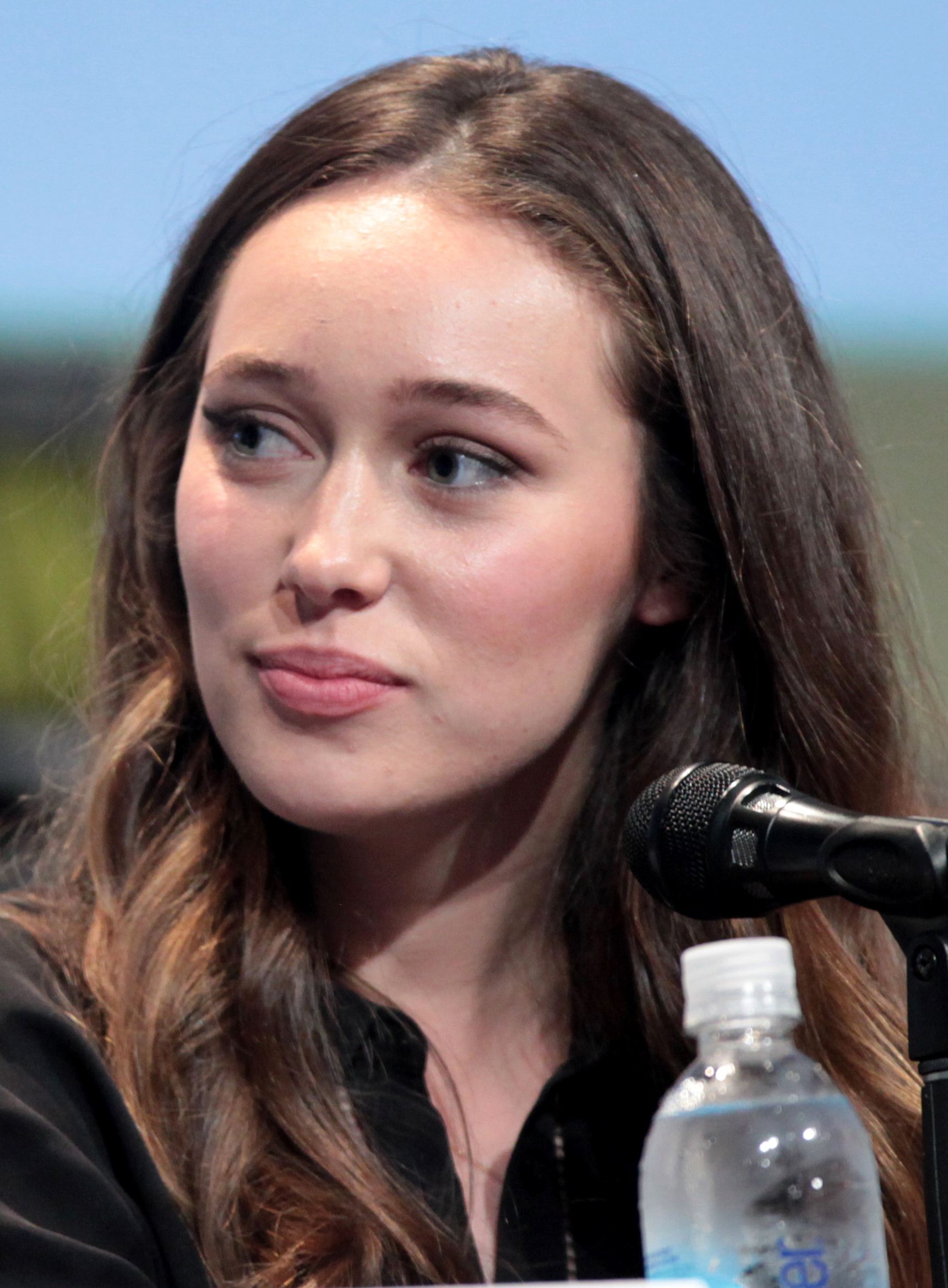
Alycia Debnam-Carey interpreta Lexa
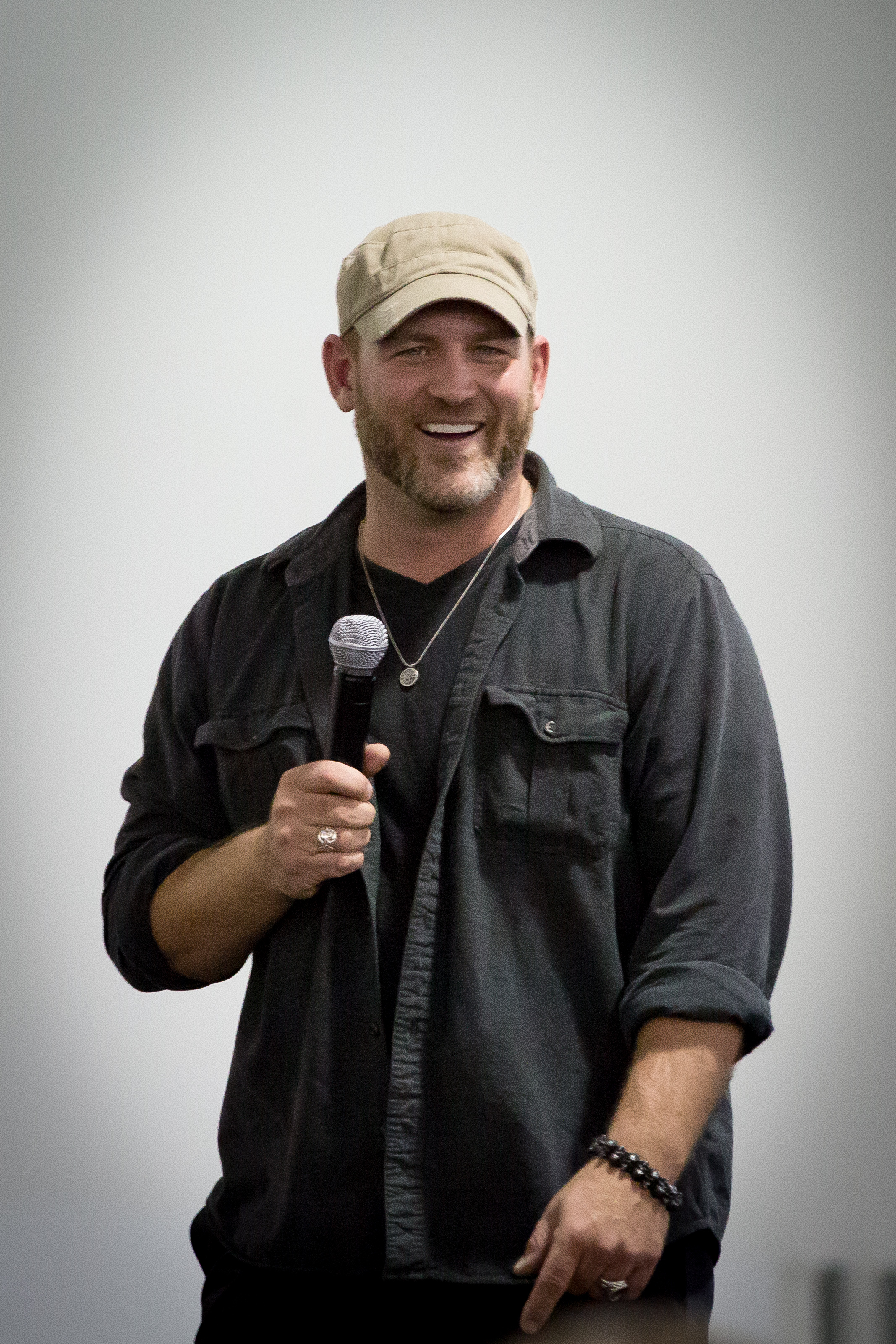
Ty Olsson interpreta Nyko

#### Nazione del Ghiaccio / Azgeda
- Ontari (stagione 3), interpretata da Rhiannon Fish, doppiata da Elisa Angeli.
Una sanguenero e guardia del corpo della Regina Nia. Con la morte di Lexa, Ontari si presenta a Polis con l'intenzione di diventare comandante e uccide tutti i sanguenero nel sonno. Titus, contrario alla sua ascesa, affida a Clarke il compito di proteggere la Fiamma e di portarla a Luna e poi si suicida. Non potendo eseguire il rito di passaggio, Ontari, con la complicità di Roan e Murphy, decide di mentire agli ambasciatori e prende il chip offertole da Jaha, sperando di poter acquisire la conoscenza dei precedenti comandanti. Luna rifiuta la Fiamma e Clarke e il suo gruppo tornano nella capitale per impiantarla nella testa di Ontari, che viene colpita e resa cerebralmente morta da Jaha su ordine di A.L.I.E.
- Nia (stagione 3; guest star stagione 6), interpretata da Brenda Strong.
La regina della Nazione di Ghiaccio. Muore uccisa da Lexa dopo aver cercato di spodestare quest'ultima.

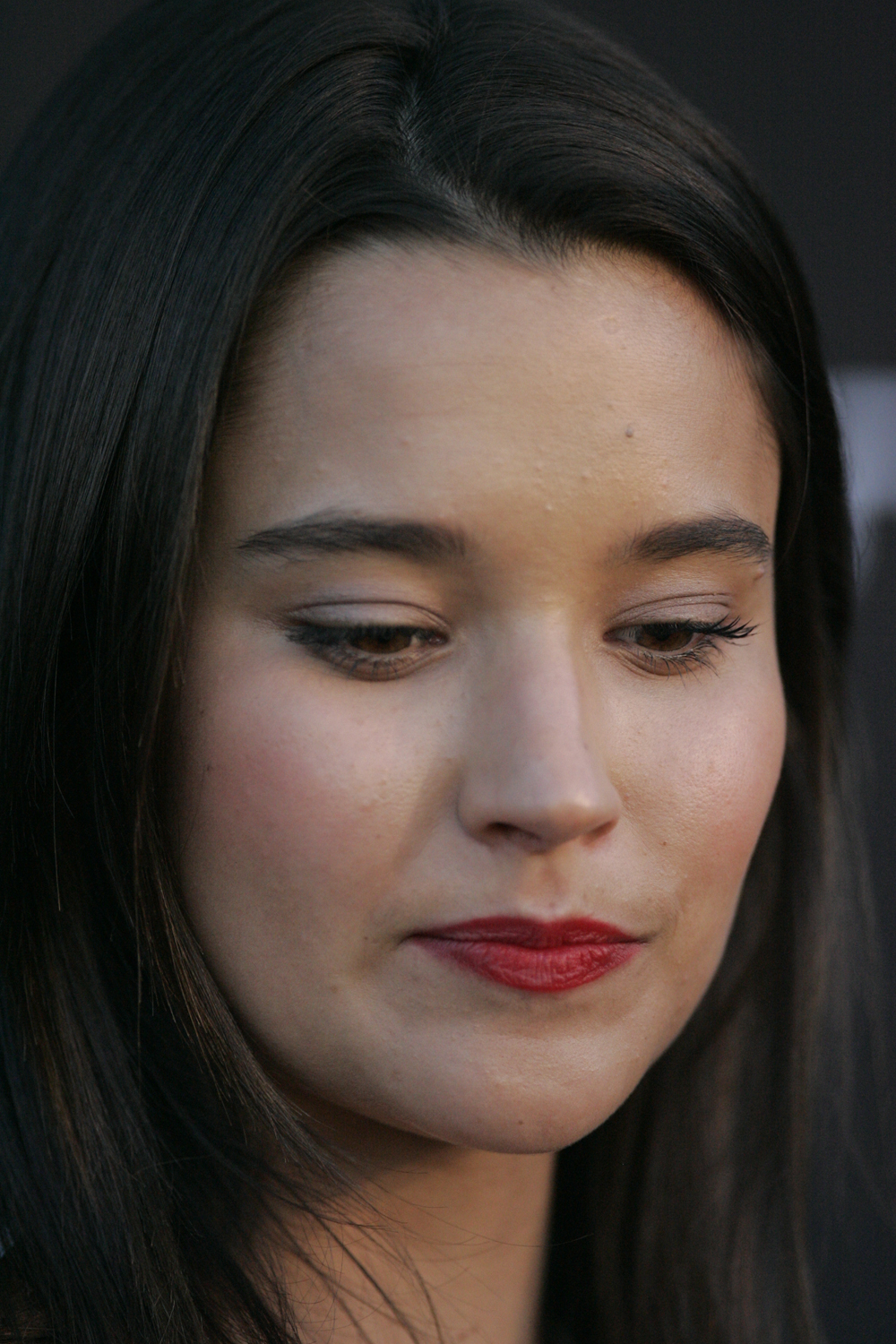
Rhiannon Fish interpreta Ontari
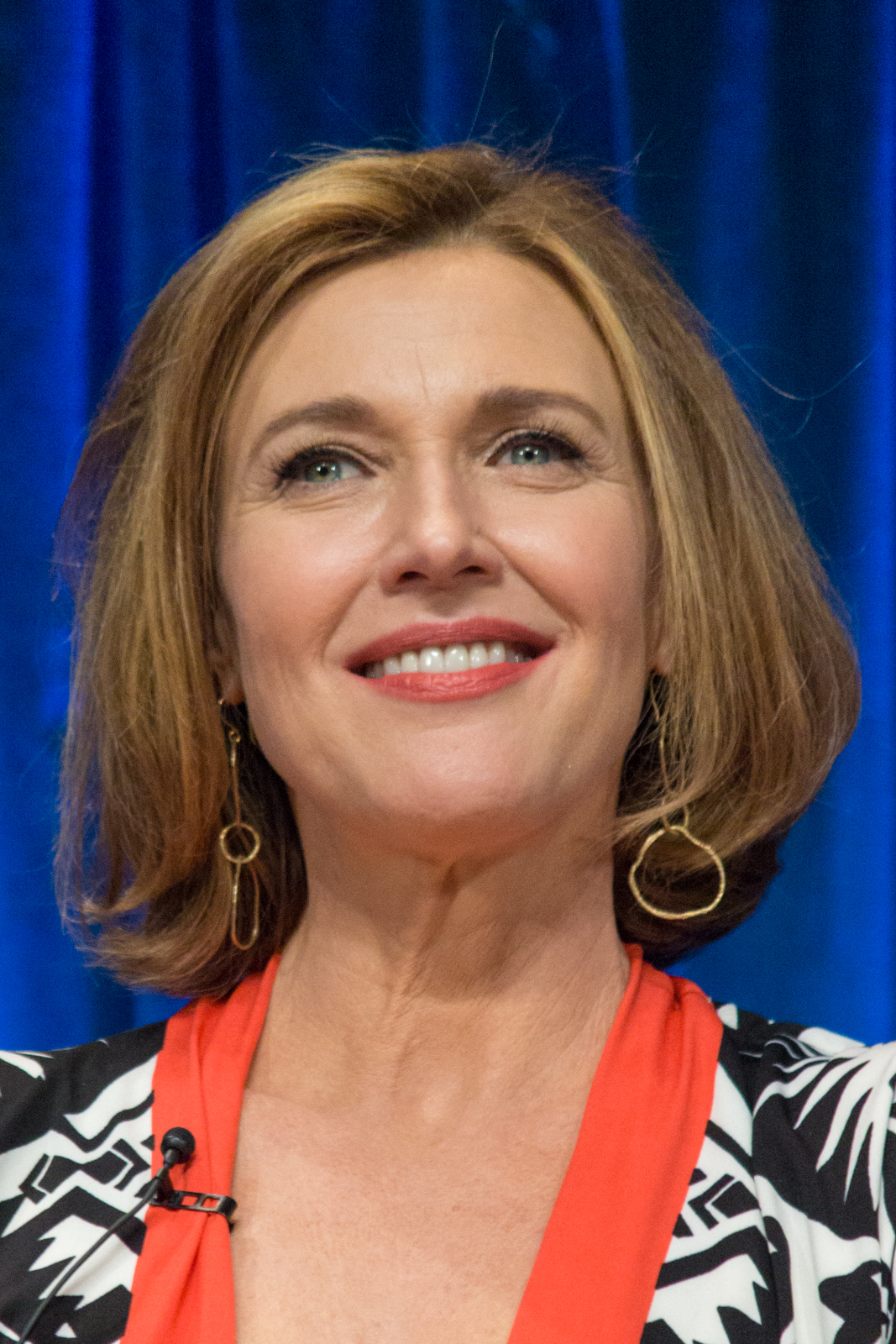
Brenda Strong interpreta Nia

#### Popolo della Barca / Floukru
- Luna (stagione 4; guest star stagione 3), interpretata da Nadia Hilker, doppiata da Francesca Manicone.
Una sanguenero e leader del Popolo della Barca. Fuggita dal conclave dopo essere stata costretta a uccidere il proprio fratello, decide di fondare un rifugio per le persone che non vogliono più combattere. Nella quarta stagione, sopravvive alle radiazioni che hanno sterminato il suo popolo, ma viene uccisa da Octavia alla fine dell'ultimo conclave.

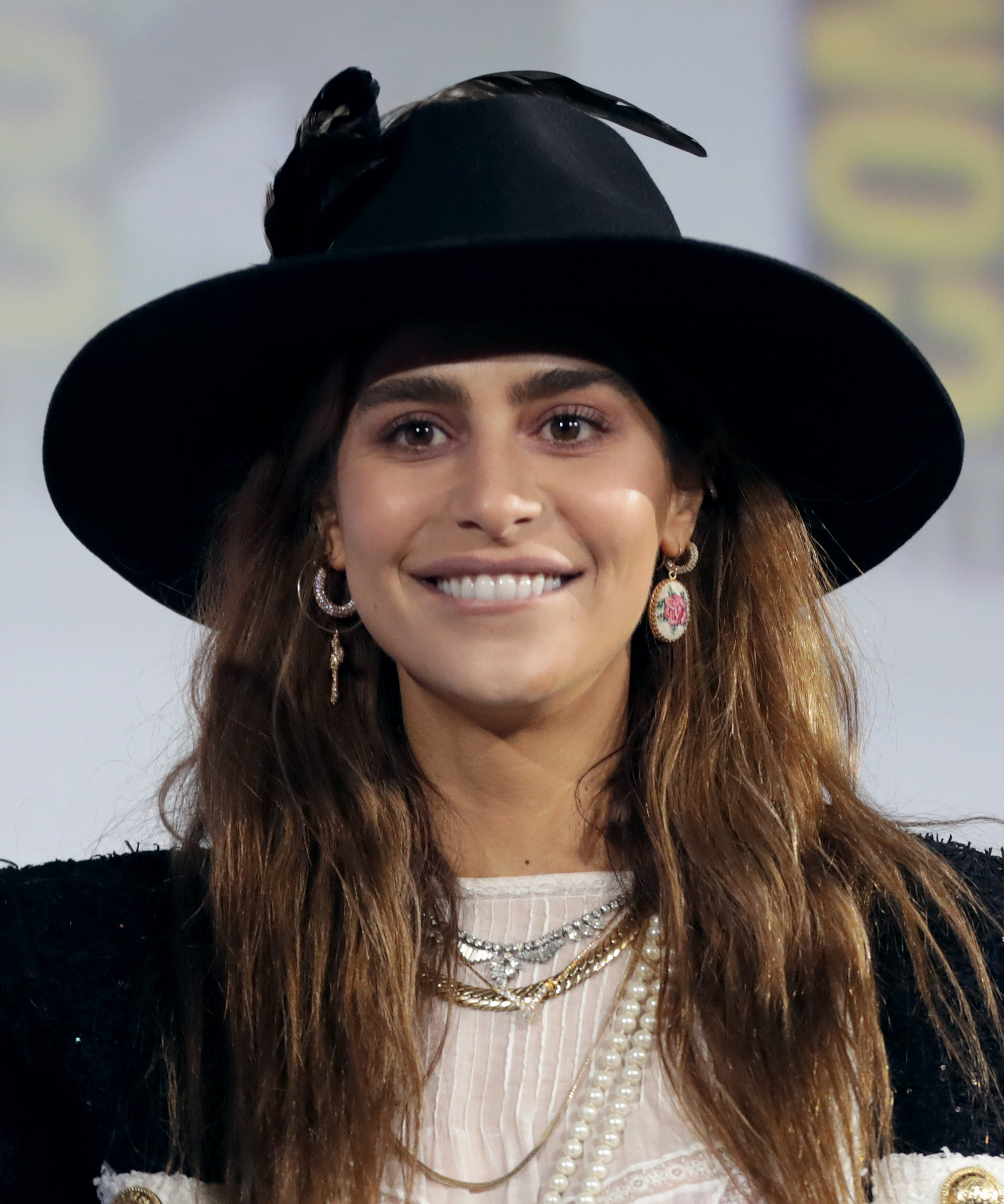
Nadia Hilker interpreta Luna

#### Foresta Luminescente / Trishana
- Ilian (stagione 4), interpretato da Chai Hansen.
Un membro del Popolo della Foresta Luminescente che ha ucciso la sua famiglia sotto il controllo di A.L.I.E., motivo per cui vuole vendicarsi degli Skaikru e dà fuoco ad Arkadia. Gli viene dato il colpo di grazia da Octavia dopo essere stato gravemente ferito da Echo durante l'ultimo conclave.

#### Altri Terrestri
- Zoran (stagione 2), interpretato da Finn Wolfhard.
Un terrestre nomade che vive nella zona morta con i suoi genitori, Sienna e Osias. È lui a trovare Jaha dopo il suo arrivo sulla Terra.
- Emori (stagioni 3-7; guest star stagione 2), interpretata da Luisa D'Oliveira, doppiata da Gilberta Crispino.
Una terrestre nomade che ha attraversato il deserto con suo fratello in cerca della Città della Luce. Ha una relazione con Murphy.
- Madi Griffin (stagioni 5-7; guest star stagione 4), interpretata da Lola Flanery, doppiata da Sara Labidi.
Una giovane sanguenero sopravvissuta al secondo Praimfaya e la figlia adottiva di Clarke. Appare per qualche minuto alla fine dell'episodio finale dalla quarta stagione.
- Sheidheda (stagioni 6-7), interpretato da Dakota Daulby.
Il Comandante oscuro.

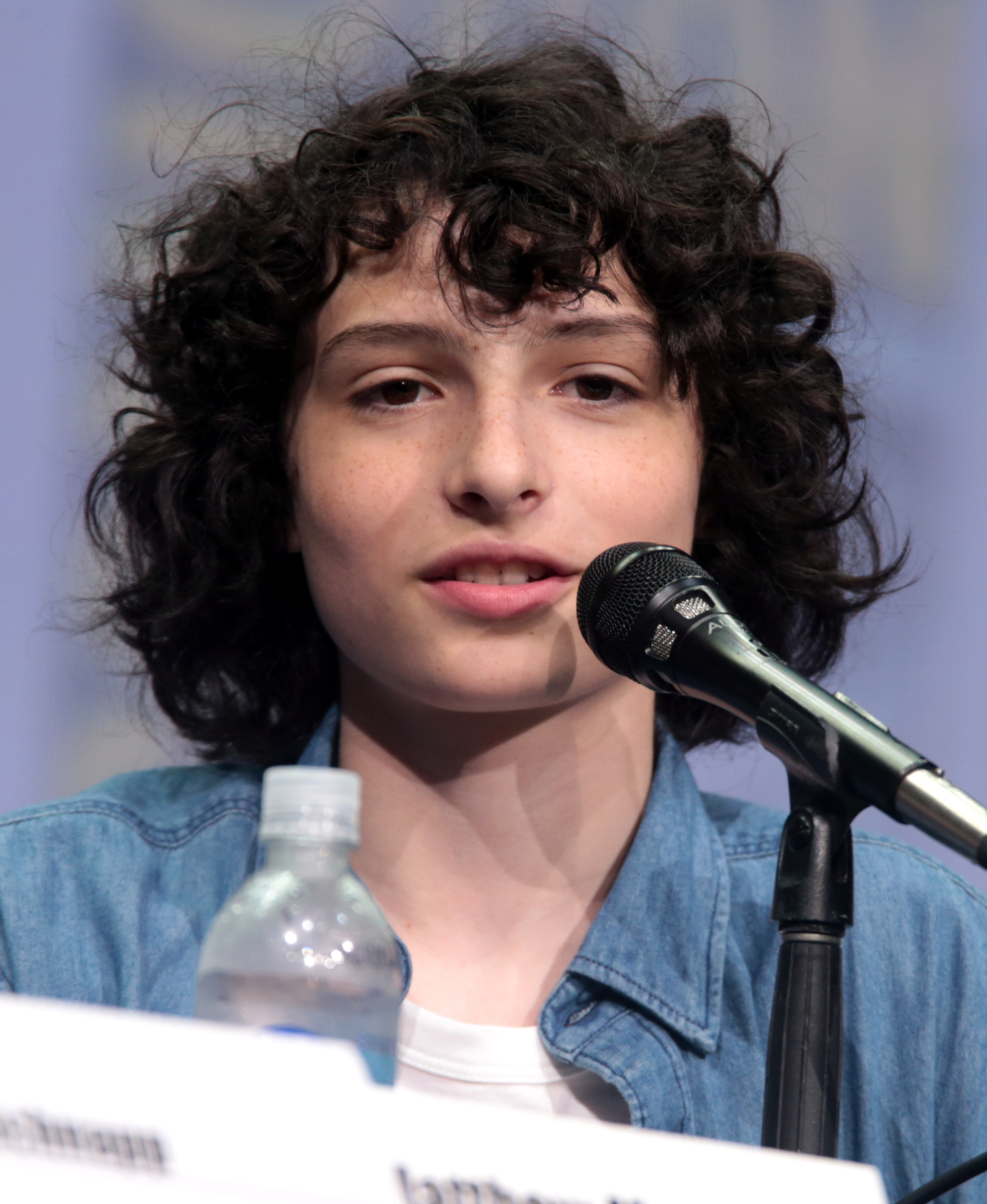
Finn Wolfhard interpreta Zoran

### Uomini della Montagna / Maunon
- Carl Emerson (stagioni 2-3), interpretato da Toby Levins, doppiato da Raffaele Palmieri.
Una guardia e l'ultimo uomo di Mount Weather. Nella terza stagione, si allea con la Nazione del Ghiaccio e l'aiuta a far esplodere Mount Weather con i superstiti della stazione agricola al suo interno. Con la morte di Nia e l'ascesa di Roan, Emerson viene consegnato a Clarke e Lexa, finendo per essere risparmiato ed esiliato. Muore ucciso da Clarke con A.L.I.E. 2 dopo essere tornato in cerca di vendetta.
- Maya Vie (stagione 2; guest star stagione 6), interpretata da Eve Harlow, doppiata da Gemma Donati.
Un'abitante di Mount Weather che s'innamora di Jasper. Non appena capisce quali sono le vere intenzioni della sua gente, decide di aiutare Bellamy a liberare i 47 prigionieri. Muore quando Clarke e Bellamy irradiano il quinto livello per salvare gli Skaikru.
- Cage Wallace (stagione 2), interpretato da Johnny Whitworth, doppiato da Stefano Crescentini.
Il figlio di Dante Wallace. Si occupa del Progetto Cerberus e pianifica di uccidere i 47 prigionieri per salvare se stesso e gli abitanti di Mount Weather. Durante la sua fuga, Lincoln lo uccide tagliandogli prima la mano e poi iniettandogli il Rosso.
- Dante Wallace (stagione 2), interpretato da Raymond Barry, doppiato da Dante Biagioni.
Il presidente di Mount Weather. Viene ucciso da Clarke nel tentativo di far arrendere Cage.
- Lee (stagione 2), interpretato da Nick Hunnings.
Una guardia di Mount Weather che aiuta il padre di Maya e Bellamy con il loro piano per fermare Cage Wallace.
- Lorelei Tsing (stagione 2), interpretata da Rekha Sharma.
Una dottoressa di Mount Weather e complice di Cage Wallace. Si serve dei 47 criminali estraendo il loro midollo osseo per garantire alla sua popolazione l'immunità contro le radiazioni. Muore dopo essere stata esposta da Bellamy alle radiazioni.
- Vincent Vie (stagione 2), interpretato da Ian Tracey, doppiato da Antonio Palumbo.
Il padre di Maya. Aiuta Bellamy e gli altri 47 criminali a fuggire dalle guardie di Mount Weather.

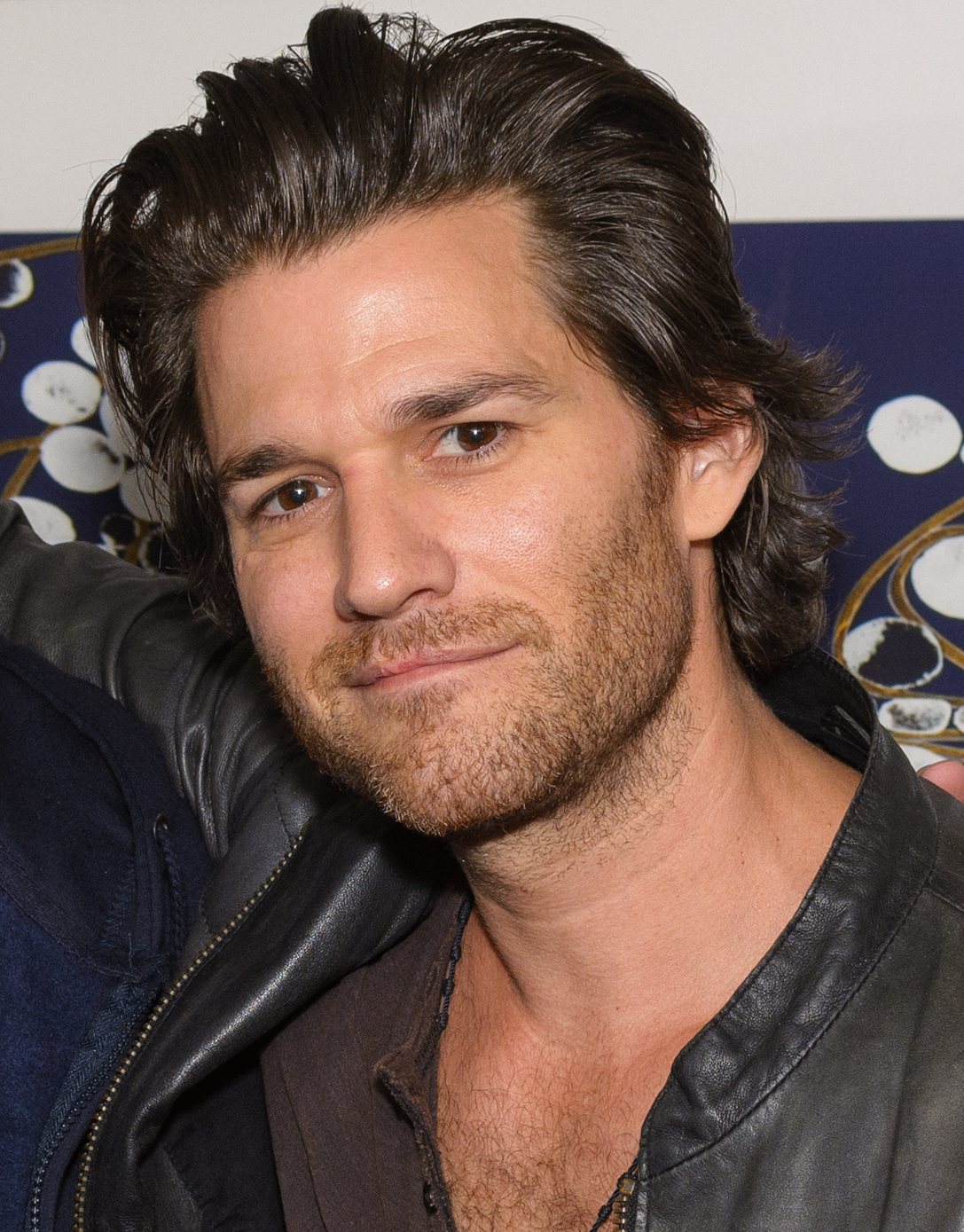
Johnny Whitworth interpreta Cage Wallace
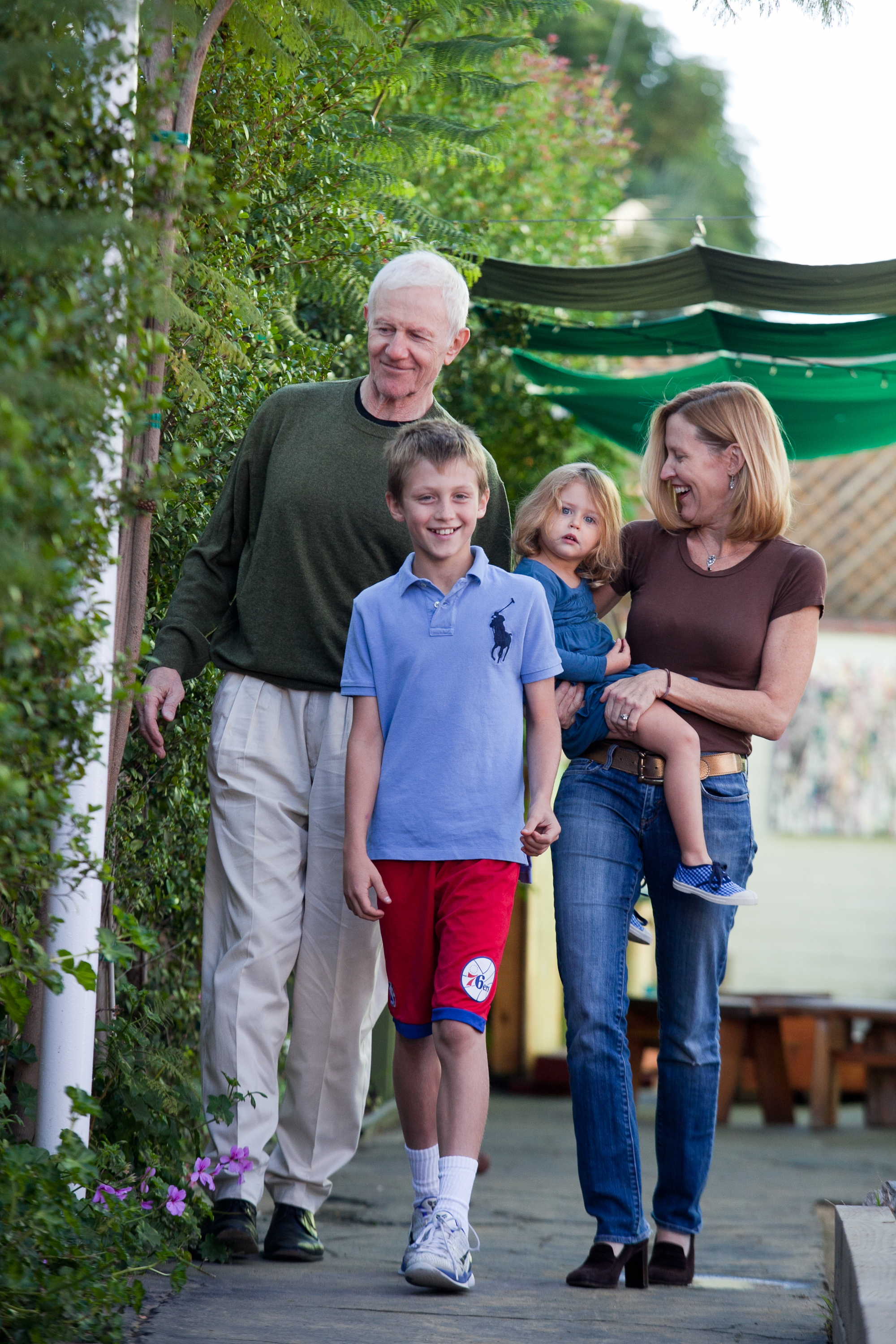
Raymond Barry (a sinistra) interpreta Dante Wallace
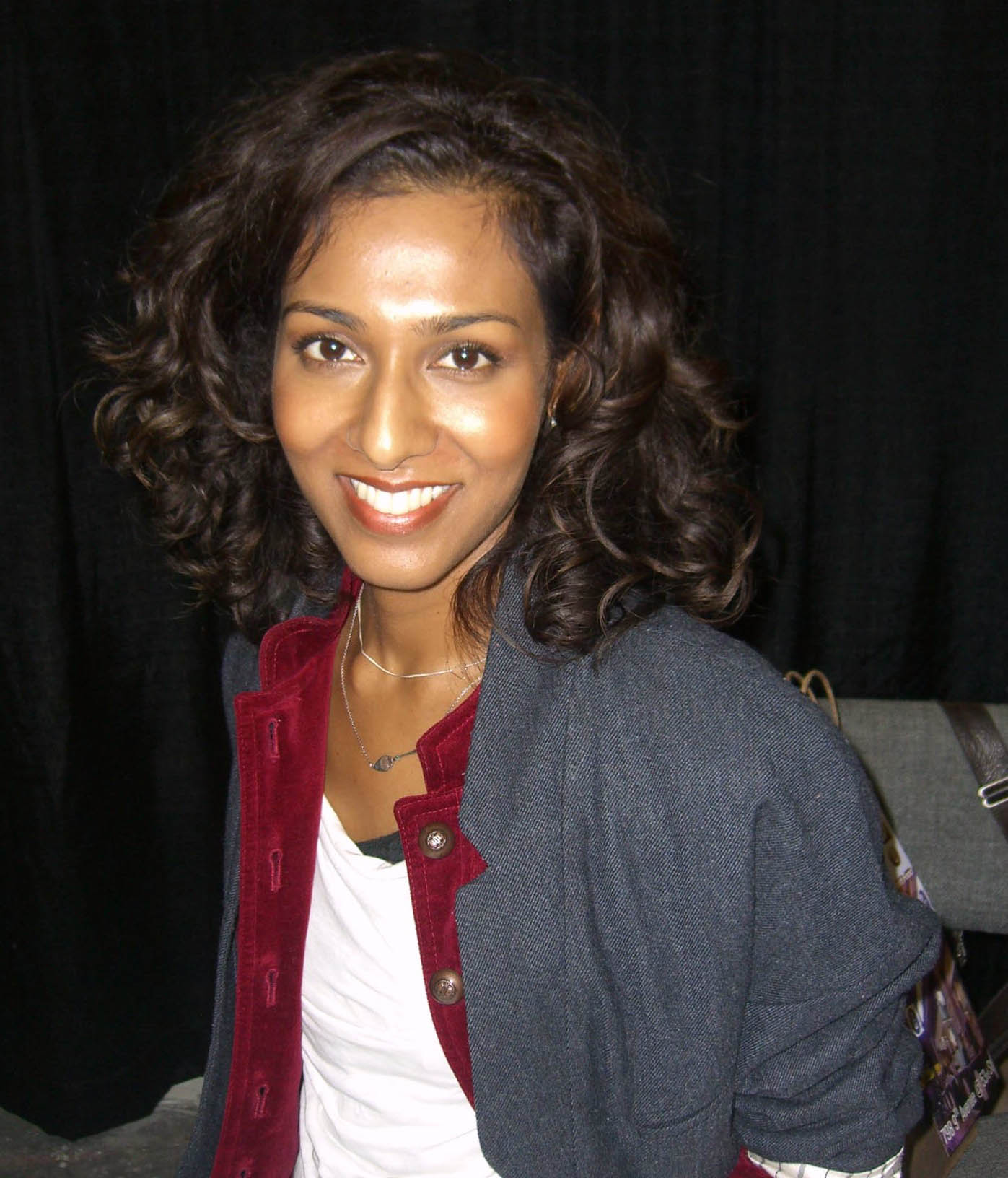
Rekha Sharma interpreta Lorelei Tsing

### Città della Luce
- A.L.I.E. / Becca (stagioni 3-4; guest star stagioni 2, 5-7), interpretate da Erica Cerra, doppiate da Monica Migliori.
L'intelligenza artificiale creata da Becca, responsabile dell'apocalisse nucleare avvenuta 97 anni prima dell'inizio della serie. Viene eliminata da Clarke nella terza stagione.
- Chris (stagione 3; guest star stagione 2), interpretato da James Neate.
L'assistente di Becca che ha preso parte alla creazione di A.L.I.E. Appare nel filmato ritrovato da Murphy, in cui l'uomo, prima di suicidarsi con un colpo di pistola, confessa di essere responsabile della fine del mondo.

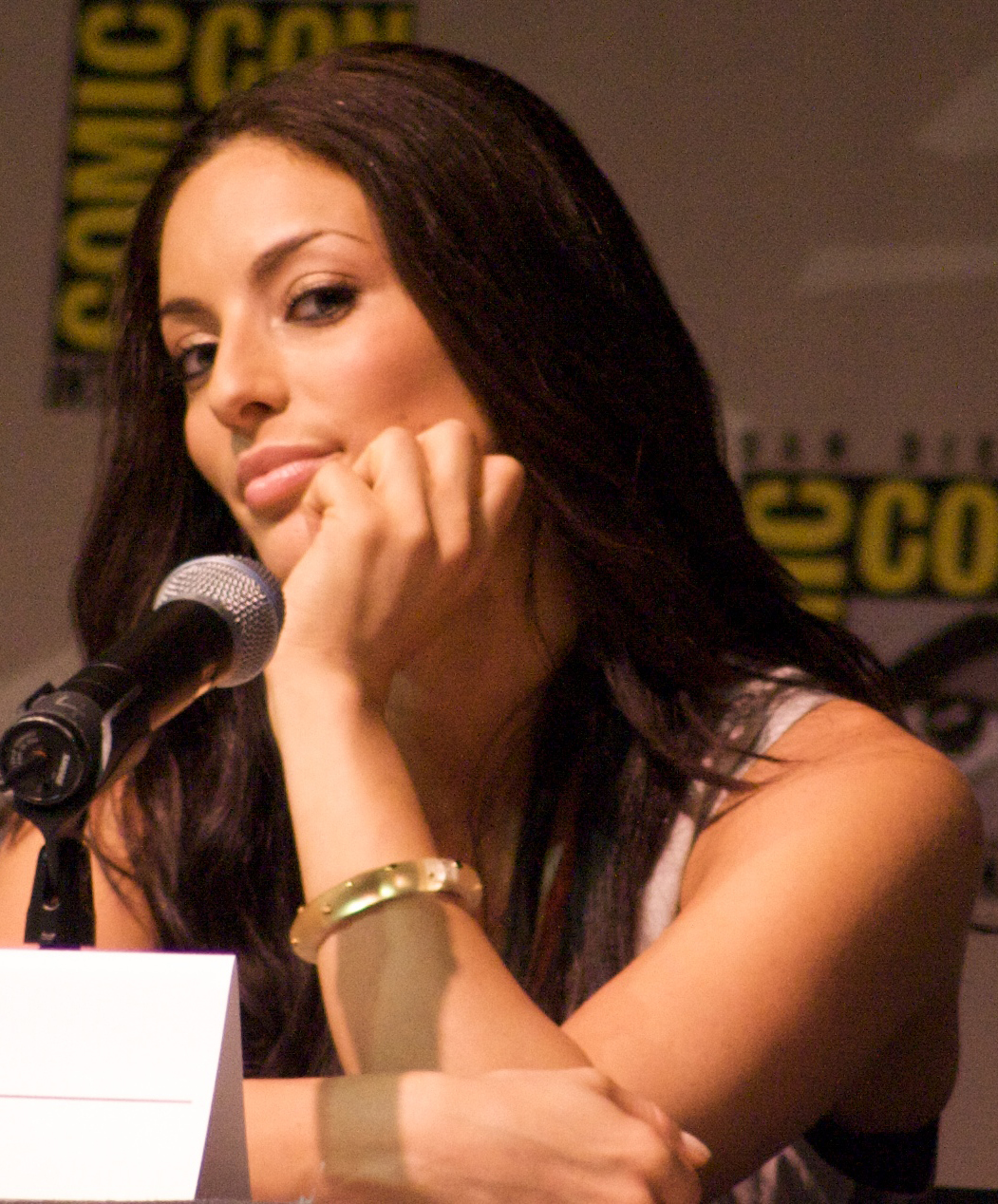
Erica Cerra interpreta A.L.I.E. e Becca

### Eligius
- Charmaine Diyoza (stagioni 5-7), interpretata da Ivana Miličević, doppiata da Alessandra Korompay. È il capo dei prigionieri Eligius. Viene criogenizzata insieme a tutti gli altri dopo il lancio dei missili sulla Terra. Dopo essere stata scongelata, arriva a Sanctum, ma i Lightbourne non le permettono di alloggiare lì a causa dei suoi precedenti. Nella foresta si sente attratta dall’Anomalia, quindi ci entra e viene seguita da Octavia. Nella settima stagione si scopre che Diyoza è arrivata su un pianeta misterioso, dove partorisce sua figlia Hope, grazie all’aiuto di Octavia, e le tre diventano una famiglia. Viene portata su Bardo insieme a Octavia. Dopo vari avvenimenti, una Hope cresciuta (a causa della dilatazione temporale dell’Anomalia) tenta di uccidere tutti a Bardo con il GEM-9, un gene letale che cristallizza tutto ciò che tocca. Per fermare il genocidio, Diyoza si sacrifica facendo cadere il GEM-9 sulla sua mano.
- Miles Shaw (stagione 5; guest star stagione 6), interpretato da Jordan Bolger, doppiato da Emanuele Ruzza. Il pilota della Eligius IV che è tra coloro che sono arrivati sulla terra. Ha mostrato una maggiore disponibilità a negoziare con i sopravvissuti sulla terra, senza il bisogno di uccidere come prima opzione, e alla fine si ribella contro Diyoza e McCreary, alleandosi con il gruppo di Echo per aiutare il Wonkru a vincere la guerra. Avrà una relazione amorosa con Raven. Morirà per via dello scudo di radiazioni su Sanctum durante l'eclissi del Sole Rosso.
- Paxton McCreary (stagione 5), interpretato da William Miller.
- Michael Vinson (stagione 5), interpretato da Mike Dopud, doppiato da Nicola Braile.

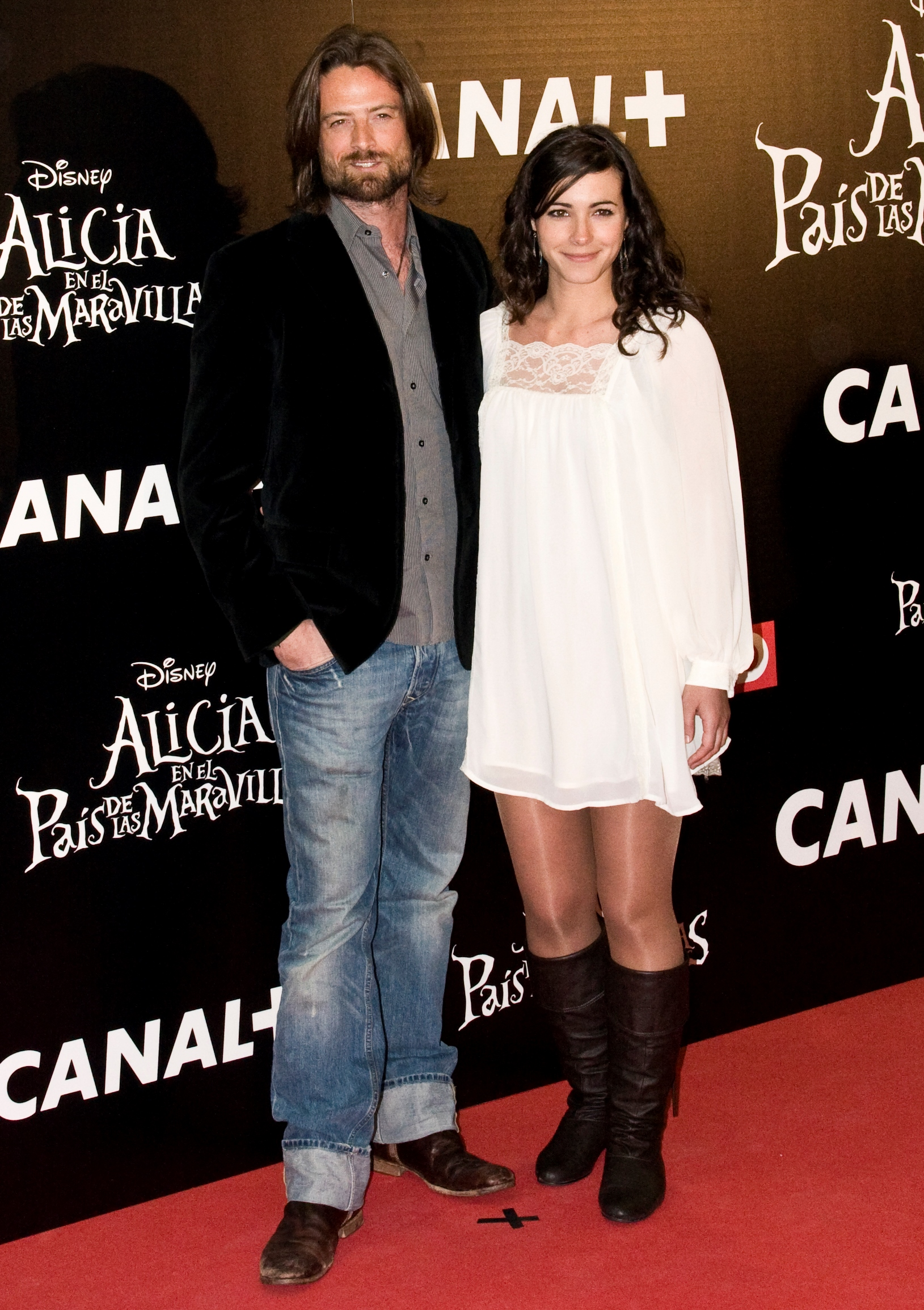
William Miller (a sinistra) interpreta Paxton McCreary
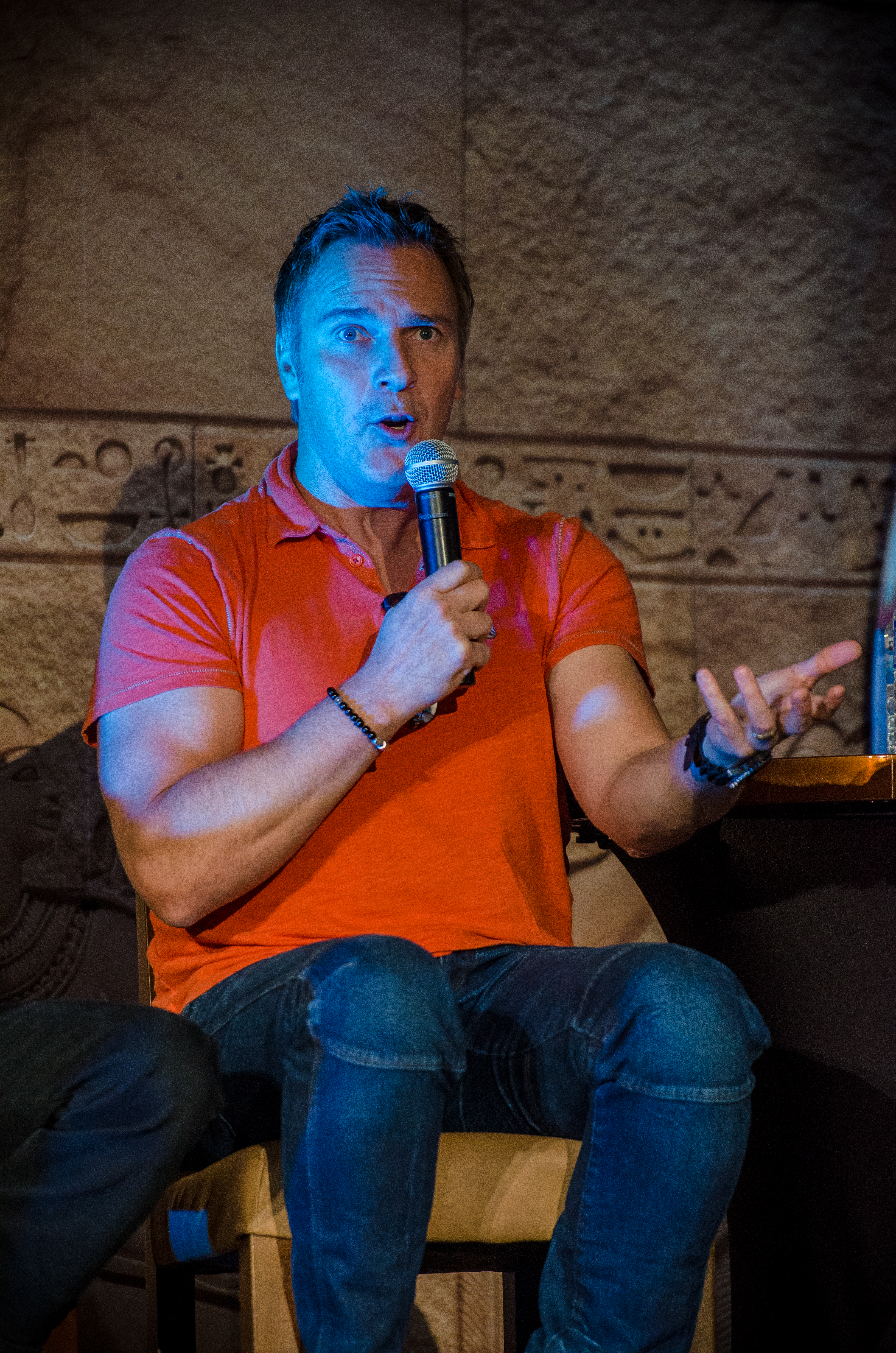
Mike Dopud interpreta Michael Vinson

### Alpha
- Josephine Lightbourne I (stagione 6, guest star stagione 7), interpretata da Sara Thompson, Eliza Taylor (Josephine VIII), Gwynyth Walsh (Josephine VII) e da Skylar Radzion (Josephine II), doppiata da Ughetta d'Onorascenzo e da Letizia Scifoni (Josephine VIII).
La figlia di Russell. Rinascerà nel corpo di Clarke.
- Simone Lightbourne VI (stagione 6), interpretata da Tattiawna Jones, Paige Turco (Simone VII) e da Chelah Horsdal (Simone I), doppiata da Barbara De Bortoli e da Laura Boccanera (Simone VII).
La moglie di Russell. Dopo la morte di Abby, resusciterà nel suo corpo.
- Kaylee Lee VII (stagione 6), interpretata da Sarah-Jane Redmond, doppiata da Barbara Castracane.
Una dei Prime. Viene uccisa da Josephine per vendetta.
- Jade (stagione 6), interpretata da Bethany Brown.
La guardia di Josephine.
- Delilah / Priya Desai VII (stagione 6), interpretata da Ashleigh LaThorp, doppiata da Margherita De Risi.
Delilah era una dei residenti di Sanctum. È diventata successivamente l'ospite di Priya Desai.
- Ryker Desai IX (stagione 6), interpretato da Thomas Cocquerel, doppiato da Luca Mannocci.
Uno dei Prime, ucciso da Echo.

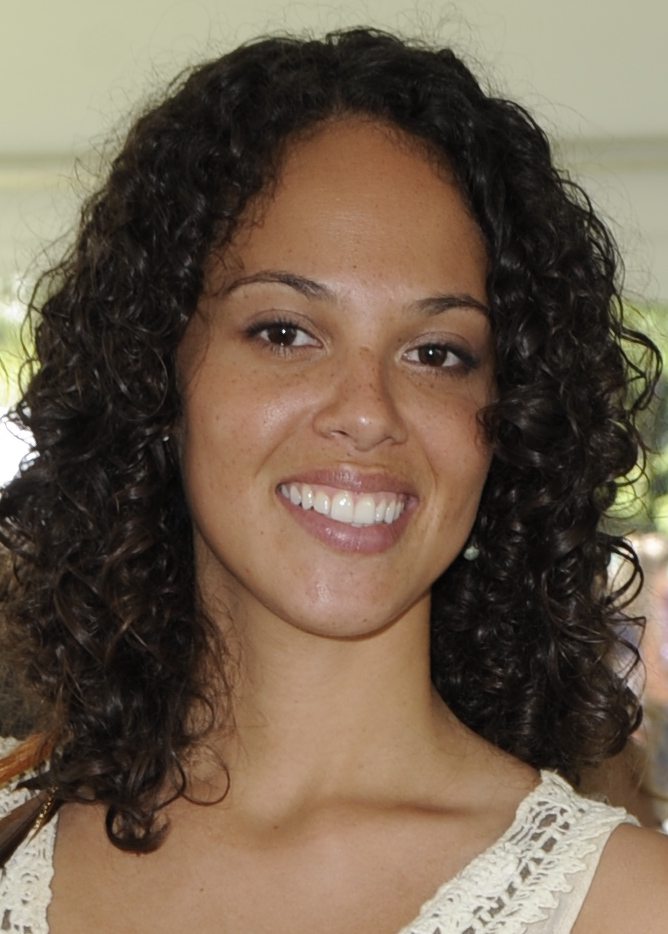
Tattiawna Jones interpreta Simone Lightbourne VI

### Discepoli del pianeta Bardo
- Anders (stagione 7), interpretato da Neal McDonough, doppiato da Fabrizio Pucci.
Il leader dei Discepoli che viene menzionato per la prima volta in "Il sangue di Sanctum". Dopo aver visto i ricordi di Octavia, Anders si convince che Clarke è la chiave per vincere la guerra finale e decide di catturarla a qualsiasi costo, torturando persino i suoi amici per informazioni. Viene ucciso da Hope dopo aver detto che avrebbe mandato Echo su Penance a causa del suo tradimento.
- Levitt (stagione 7), interpretato da Jason Diaz e doppiato da Francesco Pezzulli.
Uno scienziato e un membro dei Discepoli. Instaura un certo feeling con Octavia mentre cercava di leggere i suoi ricordi.
- Dev  (stagione 7), interpretato da Kamran Fulleylove.
Un Discepolo di livello 7 che viene esiliato a Skyring per dieci anni essendo un non credente. Arrivando un paio di mesi dopo la fattura di Octavia e Diyoza, Dev forma un legame con la giovane Hope, addestrandola e crescendola con il piano di attaccare i Discepoli che verranno per lui tra dieci anni per poter salvare Octavia e Diyoza. Tuttavia, il piano va male e Dev viene ucciso, costringendo Hope a continuare da sola. Dopo essere ritornata a Skyring secoli dopo, Hope trova il corpo di Dev tra i vari scheletri dissotterrati da Orlando. Orlando più tardi promette ad Hope che seppellirà Dev con onore. Dopo essersi riunita con sua madre, Hope dichiara che considera Dev suo padre.
- Orlando (stagione 7), interpretato da Darren Moore.
Un Discepolo di livello 12 esiliato a Skyring per aver rifiutato di accettare il giorno del riposo. Grazie al suo rango, Orlando è un formidabile guerriero che ha addestrato molti Discepoli giovani. Tuttavia, quando Gabriel, Hope ed Echo arrivano a Skyring, Orlando è rimasto intrappolato per cinque anni ed è impazzito a causa dell'isolamento. Orlando più tardi spacca il computer di Gabriel prima che i tre possano scoprire il codice per aprire l'anomalia a Bardo. Senza altra scelta, Gabriel, Echo ed Hope sono costretti ad aspettare cinque anni per il ritorno dei Discepoli per Orlando. Riprendendo la sua sanità mentale, Orlando fa amicizia con il gruppo e alla fine accetta di addestrarli nel corso dei quattro anni e otto mesi per farli diventare Discepoli di Livello 12. Tuttavia, durante l'attacco, Echo nota il dolore di Orlando a causa dei Discepoli che soffrono e capisce che lui li conosce, avendoli personalmente addestrati. Come risultato, Echo si convince che non ci si può fidare di Orlando e lo blocca a Skyring. Un altro Discepolo rivela successivamente a Clarke che Orlando si è suicidato a causa del tradimento dei suoi amici e le mostra il biglietto d'addio di Orlando. Dopo aver ascoltato uno dei sermoni di Anders, Gabriel capisce che i Discepoli sono venuti attraverso l'Anomalia, non con l'Eligius III, il che significa che Orlando non ha detto loro tutto. Anders più tardi rivela a Gabriel che Orlando si è impiccato dopo che loro se ne sono andati e permette a Gabriel di dire qualche parola al suo cadavere prima che venga mandato a Nakara.
- Capitano Meredith  (stagione 7), interpretato da Josh Blacker.
Il capitano di un'unità di Discepoli che viene mandata a Sanctum per recuperare i cadaveri dei Discepoli che sono stati uccisi da Echo e per catturare Clarke. Meredith rivela a Clarke che lei è la chiave per vincere "la guerra per porre fine a tutte le guerre". Poi, Meredith usa i suoi numeri superiori e la tecnologia dell'invisibilità per tendere un'imboscata a Clarke e ai suoi amici per costringerla ad arrendersi. Tuttavia, Raven riesce ad usare l'armatura di un Discepolo morto, uccidendo Meredith e tutti, tranne uno, i suoi uomini. Successivamente, Meredith viene mostrato in un flashback dove Anders manda la sua unità a catturare Clarke.
- Bill Cadogan  (stagione 7; guest star stagione 4), interpretato da John Pyper-Ferguson, doppiato da Francesco Prando.
Colui che ha costruito il bunker e formato la setta della Seconda Alba e il responsabile della morte di Becca Franco, per anni creduto morto e in realtà addormentato per criogenesi, viene risvegliato da Anders e in un flashback viene spiegato che tramite un'anomalia temporale scovata a Machu Picchu è finito su Bardo e ha fondato la fazione militare dei Discepoli, ora capitanata da Anders.

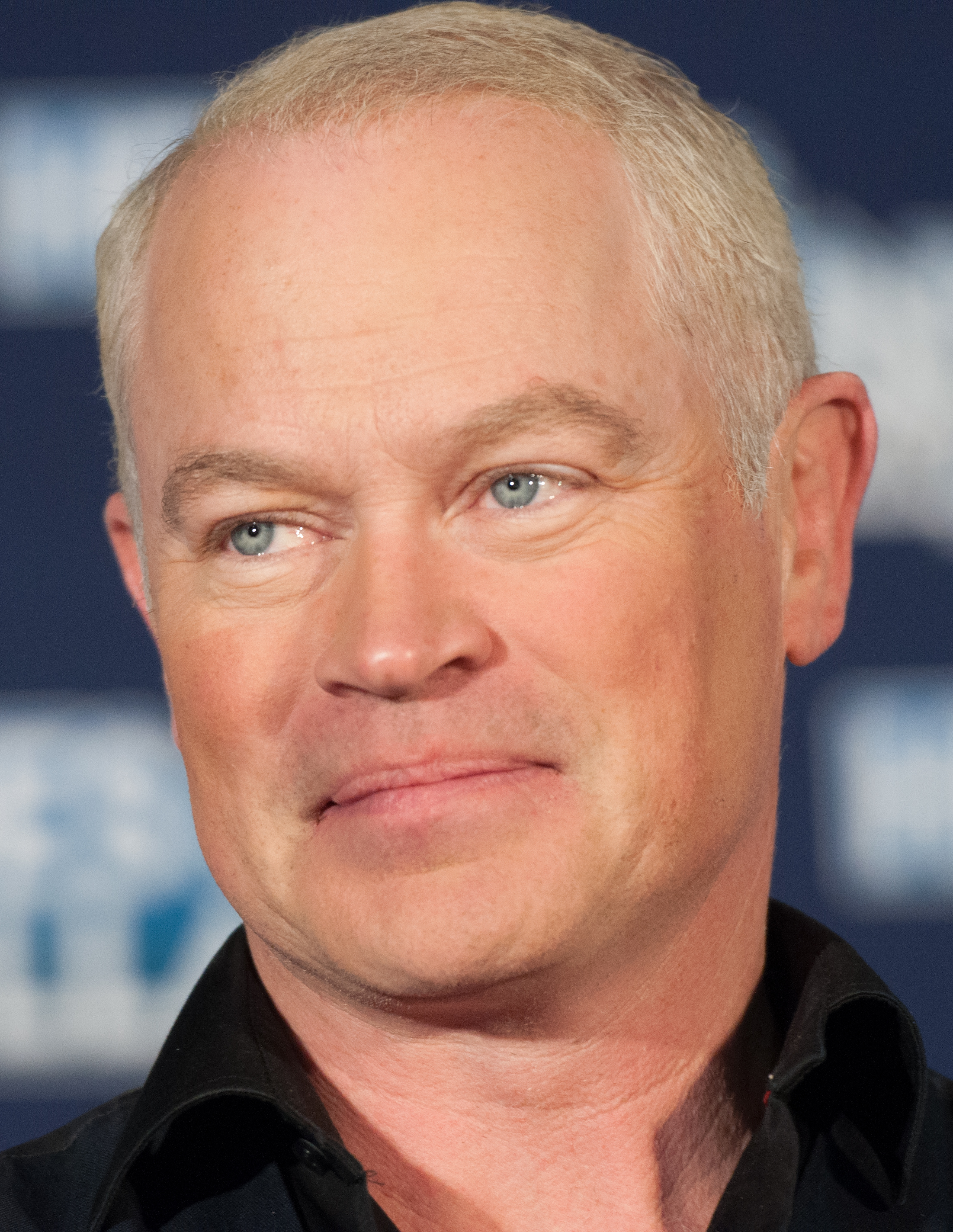
Neal McDonough interpreta Anders
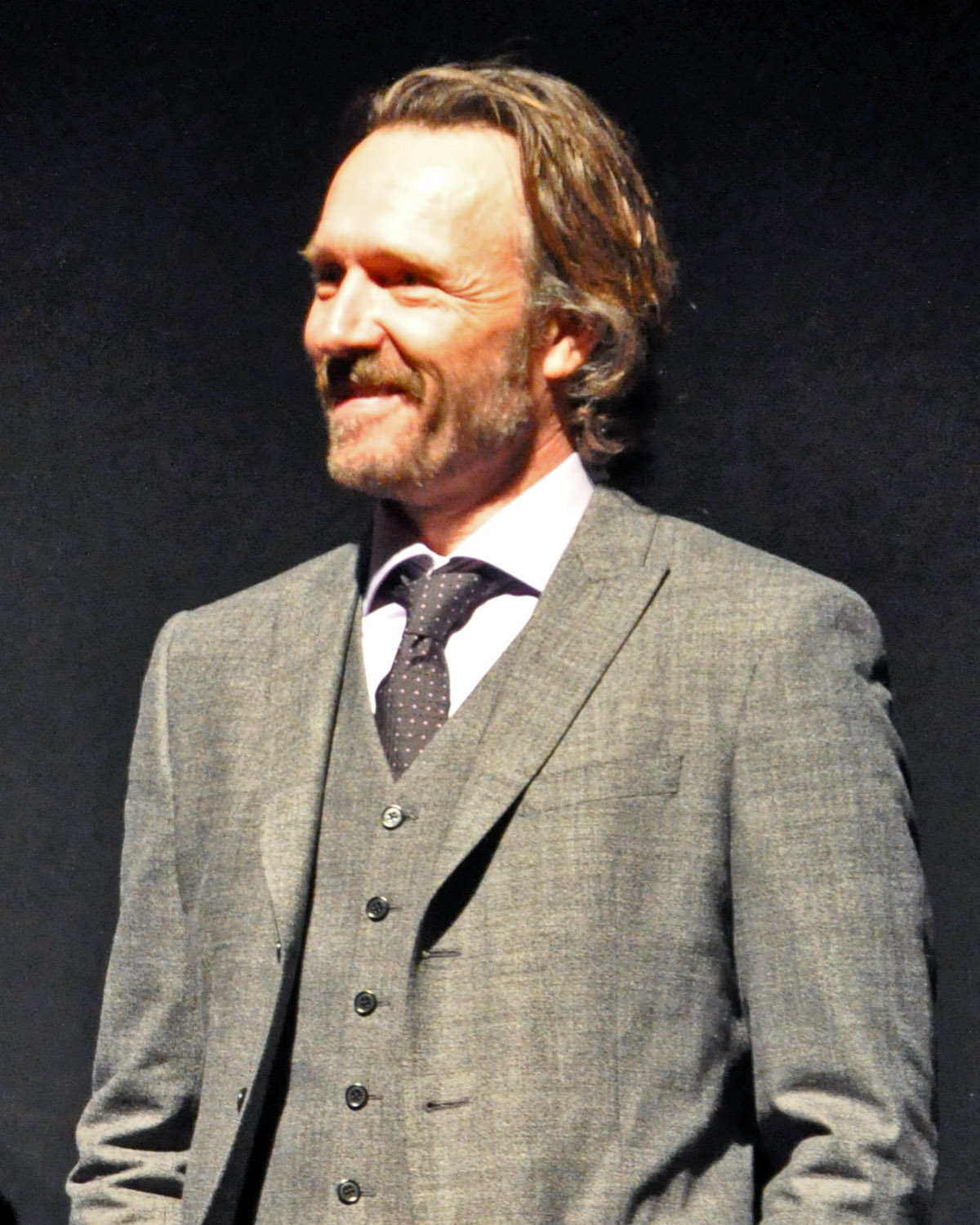
John Pyper-Ferguson interpreta Bill Cadogan